# Rutherford B. Hayes

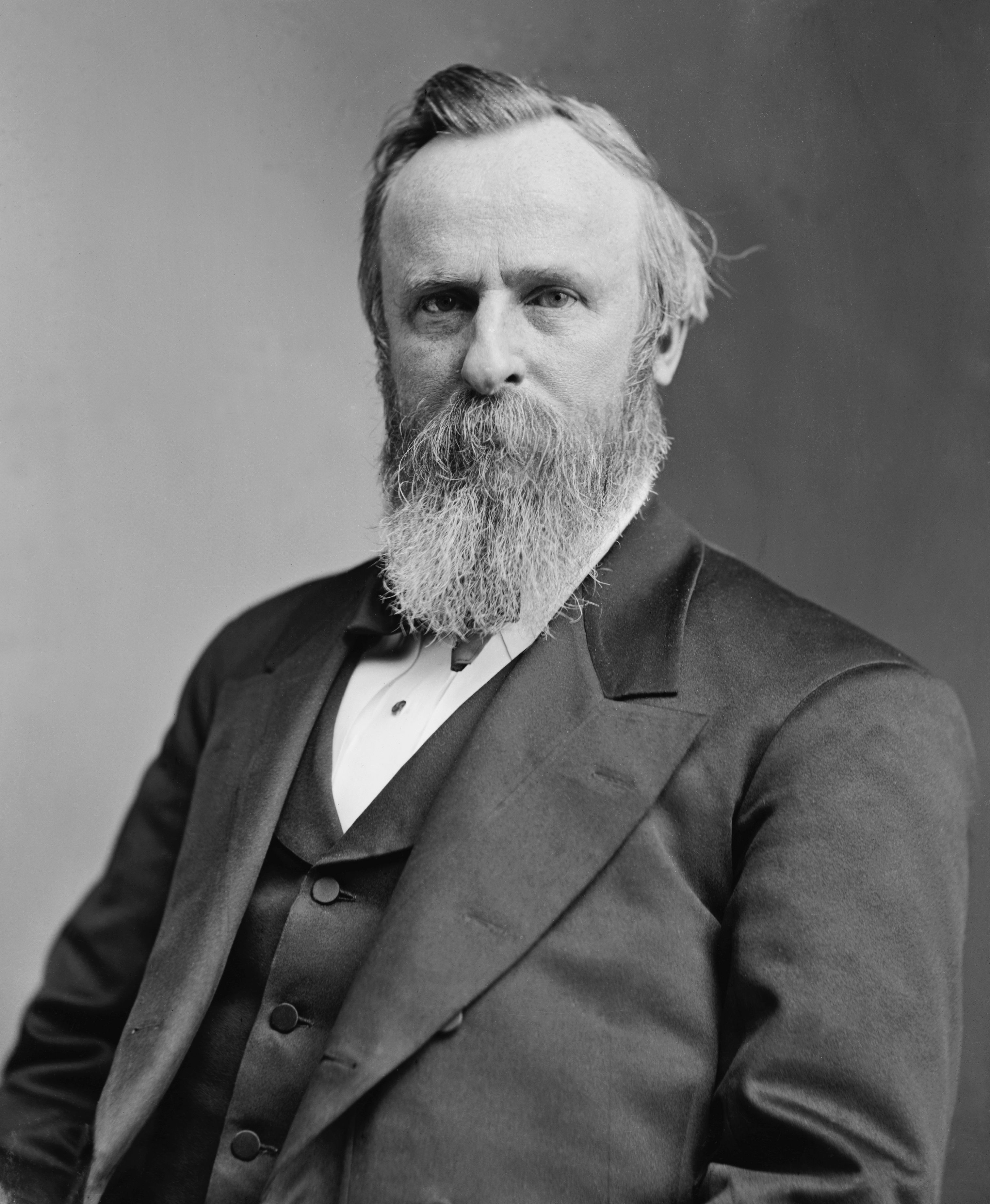
Hayes (Mathew B. Brady, zwischen 1870 und 1880)

Rutherford Birchard Hayes (* 4. Oktober 1822 in Delaware, Ohio; † 17. Januar 1893 in Fremont, Ohio) war amerikanischer Politiker und Mitglied der Republikanischen Partei. Er war Abgeordneter im Repräsentantenhaus der Vereinigten Staaten und anschließend längere Zeit Gouverneur von Ohio, bevor er 1877 19. Präsident der Vereinigten Staaten wurde.
Hayes kam als Halbwaise in bürgerlichen Verhältnissen zur Welt. Nach einem Abschluss am Kenyon College brach er eine Anwaltslehre ab, um an der Harvard University Rechtswissenschaften zu studieren. Im Jahr 1845 erhielt er seine Zulassung als Anwalt und eröffnete eine Kanzlei in Marietta, die er einige Jahre später nach Cincinnati verlegte. 1852 heiratete er Lucy Ware Webb, eine überzeugte Abolitionistin.
Nach politischen Anfängen in der Whig Party wechselte er Mitte der 1850er Jahre zu den Republikanern und unterstützte bei der Präsidentschaftswahl 1860 Abraham Lincoln. Während des Amerikanischen Bürgerkriegs diente er in der Armee der Nordstaaten und stieg bis zum Generalmajor auf. Einer seiner Offiziere im 23. Ohio-Infanterieregiment war der spätere Präsident William McKinley. Nach zwei Jahren als Abgeordneter im Repräsentantenhaus wurde er im Januar 1868 Gouverneur des Bundesstaats Ohio. Mit einer Unterbrechung von drei Jahren hatte er dieses Amt bis zu seiner Amtseinführung als Präsident inne.
1876 nominierte ihn die Republican National Convention zu ihrem Kandidaten für die Präsidentschaftswahl 1876. Hayes gewann die Mehrheit der Wahlmänner-, sein Gegenkandidat Samuel J. Tilden jedoch die der Wählerstimmen. Es war der erste derart umstrittene Wahlausgang in der Geschichte der Vereinigten Staaten. Zur Klärung des Endresultats setzte der Kongress eine Kommission ein. Die Kernfrage war, inwieweit Afroamerikaner in den Südstaaten an der Stimmabgabe gehindert worden waren. Der Konflikt wurde zwar durch den bis heute umstrittenen Kompromiss von 1877 gelöst, Teile der Opposition warfen Hayes aber bis zum Ende seiner Präsidentschaft fehlende Legitimität vor.
Der Kompromiss sah vor, dass die Demokratische Partei Hayes’ Präsidentschaft anerkannte, die Republikaner dafür aber dem von den Demokraten dominierten Solid South Zugeständnisse machten. Infolgedessen wurde die Militärbesatzung der letzten Südstaaten und damit auch die Politik der Reconstruction nach dem Bürgerkrieg beendet. Dies ebnete den Jim-Crow-Gesetzen den Weg, die den 14. und den 15. Zusatzartikel aushebelten, die Rassentrennung etablierten und in der Folge den Schwarzen fast ein Jahrhundert lang die vollen Bürgerrechte verwehrten.
Als der Große Eisenbahnstreik von 1877 in Gewalt ausartete, entsandte Hayes die United States Army zur Wiederherstellung der Ordnung. Er initiierte eine Verwaltungsreform, um die Macht der Parteimaschinerie über die staatlichen Behörden zu brechen, womit er sich einflussreiche Republikaner vor allem in New York zu Gegnern machte. Außenpolitisch schlichtete er einen Grenzdisput zwischen Argentinien und Paraguay, der wenige Jahre nach dem Tripel-Allianz-Krieg wieder aufgeflammt war. Er strebte keine zweite Amtszeit an und setzte sich nach seiner Präsidentschaft in seiner Residenz Spiegel Grove zur Ruhe, die sich heute auf dem Gelände des Rutherford B. Hayes Presidential Centers befindet.

## Leben

### Erziehung und Ausbildung

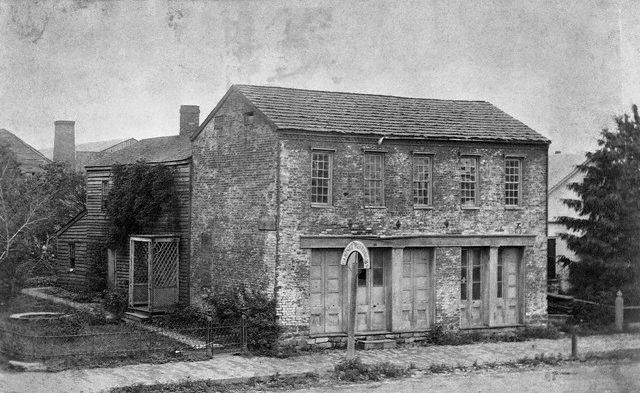
Hayes’ Geburtshaus in Delaware (1876)

Rutherford B. Hayes kam im Oktober 1822 als Halbwaise zur Welt, weil sein Vater, der aus Vermont stammende Rutherford Hayes, Jr., drei Monate zuvor an Typhus gestorben war. Die Hayes’ waren eine presbyterianische Familie, die 1625 aus Schottland nach Connecticut ausgewandert war. Die Mehrzahl der väterlichen Vorfahren des späteren Präsidenten hatten jedoch englische Wurzeln, wie er später selbst durch Ahnenforschung herausfand. Rutherford Hayes, Jr. führte bis 1817 gemeinsam mit seinem Schwager, dem späteren Kongressabgeordneten John Noyes, einen Laden in Dummerston, bevor er mit seiner Familie nach Delaware, Ohio, umzog. Hier betätigte er sich als Farmer, Händler und trotz seines presbyterianischen Glaubens als Investor in eine Brennerei. Hayes’ Mutter, Sophia Birchard, stammte wie der Vater aus Neuengland und heiratete Rutherford Hayes, Jr. im September 1813. Ihre Vorfahren väterlicherseits waren im Jahr 1634 aus England in die Dreizehn Kolonien migriert. Nach dem Tod ihres Mannes erbte sie etwas Land nahe Delaware und ein noch nicht fertig gestelltes Haus in der Ortschaft, dessen Bau erst sechs Jahre später abgeschlossen wurde. Der spätere Präsident wurde nach seinen Eltern benannt, also Rutherford Birchard Hayes. Hayes hatte eine ältere Schwester und einen älteren Bruder, der 1825 ertrank. Im Haushalt lebten ferner eine Kusine der Mutter und ihr jüngerer Bruder, der Geschäftsmann und Bankier Sardis Birchard. Dieser wurde zu einer Vaterfigur von Hayes, kümmerte sich um dessen Ausbildung und unterstützte ihn finanziell, auch nachdem er 1827 nach Fremont gezogen war. Das Haupteinkommen der Familie bildeten die Pachteinnahmen aus dem bewirtschafteten Landbesitz.
Hayes, der als Kind so krankheitsanfällig war, dass sein Überleben anfangs nicht sicher gewesen ist, besuchte zuerst eine Schule in Delaware. 1834 unternahm er mit der Mutter eine Reise zu Verwandten in Vermont, Massachusetts und New Hampshire, was seine lebenslange Reiselust weckte. Ab 1836 besuchte er auf Vorschlag von Birchard eine methodistische Schule in Norwalk und im folgenden Jahr, gleichfalls auf Anraten seines Onkels, die Isaac Webb School in Middletown, Connecticut. Obwohl ihn Webb noch zu jung für das College hielt, ging Hayes ab dem Jahr 1838 auf das Kenyon College in Gambier. Ausschlaggebend dafür war der Wunsch der Mutter, ihn wieder in ihrer Nähe zu haben. Hier schloss er erste politisch bedeutsame Freundschaften mit Stanley Matthews, Rowland E. Trowbridge, Christopher Wolcott und insbesondere Guy M. Bryan. Ab Juni 1841 führte er bis zu seinem Lebensende regelmäßig Tagebuch. Auf dem College engagierte sich Hayes in den Bereichen Literatur und Theater, wovon seine rednerischen Fähigkeiten enorm profitierten. In seinem Abschlussjahrgang war er daher im August 1842 einer der Abschiedsredner.
Nach dem Collegestudium begann er mit der Anwaltslehre in der Kanzlei von Sparrow & Matthews in Columbus. Hier beschäftigte er sich neben der juristischen Fachliteratur mit dem Erlernen der deutschen Sprache. Auf Drängen seines Onkels und selbst angezogen von renommierten Professoren wie Joseph Story, die an der Harvard University unterrichteten, begann er dort im August 1843 ein reguläres Studium der Rechtswissenschaften. Hier übten neben den Vorlesungen Storys diejenigen von Simon Greenleaf am meisten Einfluss auf ihn aus. Beide setzten Moot Courts im Unterricht ein, was Hayes als Rollenmodell für seine spätere Rechtspraxis diente. Er setzte in Harvard außerdem das Deutschstudium fort und besuchte auf dem Campus Gastvorträge von Berühmtheiten wie John Quincy Adams, George Bancroft, Henry Wadsworth Longfellow und Daniel Webster. Nach drei Semestern machte er im Februar 1845 sein juristisches Examen und bestand am 10. März die Zulassungsprüfung zum Anwalt in Marietta. Kurz darauf zog er nach Fremont, weil er hier Verwandtschaft hatte und dem Rat Greenleafs folgte, als Berufsanfänger nicht in einer großen Stadt zu praktizieren. Nach gut einem Jahr selbständiger Anwaltstätigkeit eröffnete Hayes am 1. April 1846 mit Ralph P. Buckland eine Gemeinschaftskanzlei.

### Anwaltstätigkeit und Heirat
Schon bald vertrat Hayes den Bundesstaat Ohio in einer Rechtssache, bei der es um die Schulden eines Sheriffs ging. Im Frühjahr 1847 erkrankte Hayes an Tuberkulose und spielte für einige Zeit mit dem Gedanken, sich als Freiwilliger bei der United States Army für den Mexikanisch-Amerikanischen Krieg zu melden und dort von dem besseren Klima zu profitieren, obwohl er den Krieg als ungerecht erachtete. Auf Anraten seiner Ärzte entschied er sich jedoch für einen mehrmonatigen Erholungsurlaub in Neuengland. Nachdem er seine Anwaltstätigkeit wieder aufgenommen hatte, besuchte er von Dezember 1848 bis März 1849 seinen Freund Bryan auf seiner Zuckerplantage am Brazos River in Texas. Hier kam er erstmals mit der Institution der Sklaverei in enge Berührung. Als er von seinem Freund George Hoadly noch vor dem Aufbruch nach Texas vom Boom in Cincinnati hörte, hatte er den Entschluss gefasst, dorthin zu ziehen. Wegen einer Cholera-Epidemie um mehrere Monate verzögert, verwirklichte er dies Vorhaben erst im Dezember 1849 und eröffnete im Januar 1850 eine neue Anwaltskanzlei. Später gründete er mit William Rogers und Richard Corwine eine Sozietät.
Die ersten Jahre in Cincinnati gestalteten sich schwierig; er konnte sich keinen eigenen Hausstand leisten und zog nach der Hochzeit Anfang 1853 zu seinen Schwiegereltern. Erst im folgenden Jahr verfügte er über genügend Einkommen, um ein eigenes Haus zu kaufen. Hayes trat einem Literaturclub bei, wo er seine rednerischen Fähigkeiten weiter ausbauen konnte und im Mai 1850 an einer Lesung Ralph Waldo Emersons teilnahm. Anfangs skeptisch entwickelte er später eine tiefe Verehrung für diesen Dichter. Weitere Gastredner, die einen nachhaltigen Eindruck auf ihn machten, waren Theodore Parker, Henry Ward Beecher und Edward Everett. Außerdem wurde er zu dieser Zeit Mitglied einer Loge des Independent Order of Odd Fellows.
Bald vertrat er zwei Mordfälle vor Gericht, wodurch er sich die Anerkennung des Richters verschaffte und der Öffentlichkeit bekannt wurde. Einer der Prozesse endete in einem Todesurteil gegen die psychisch labile Nancy Farrer, das er vor den Supreme Court von Ohio brachte, wo die Todesstrafe im Dezember 1854 in eine Einweisung in eine Nervenklinik abgeändert wurde. Im anderen Fall erreichte er vor dem Supreme Court, dass die Jury kein einstimmiges Urteil fällte. Der Angeklagte James Summons wurde 1857 von Gouverneur Salmon P. Chase zu einer lebenslangen Freiheitsstrafe begnadigt. Außerdem vertrat Hayes seinen Onkel Birchard in mehreren Landstreitigkeiten, von denen eine bis zum Obersten Gerichtshof der Vereinigten Staaten ging. Im Dezember 1853 bot ihm der Anwalt Richard M. Corwine die Partnerschaft in seiner Kanzlei an. Mit seinem Freund William K. Rogers nahm er die Offerte an, so dass noch im gleichen Jahr die Kanzlei Corwine, Hayes & Rogers gestartet werden konnte. Das Unternehmen stellte sich als erfolgreich heraus.

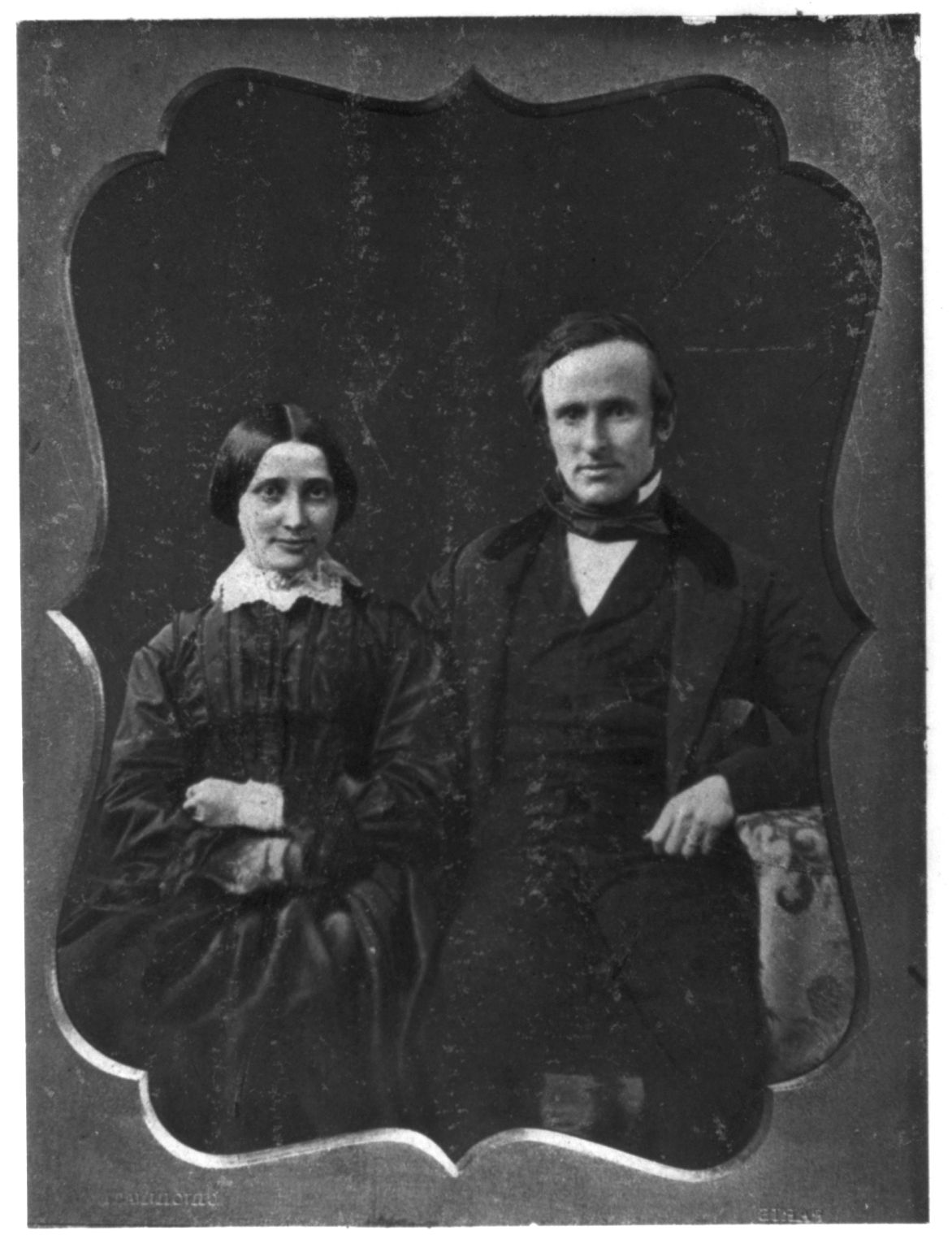
Rutherford B. und Lucy Hayes an ihrem Hochzeitstag 1852

Im Jahr 1846 hatte der bis dahin in Liebesdingen gehemmte Hayes Fanny Perkins kennengelernt und ihr den Hof gemacht. Perkins kam aus einer alteingesessenen neuenglischen Familie in Norwich, Connecticut. Am Ende scheiterte diese Beziehung im August 1847, weil Perkins’ Mutter ihr nicht den Umzug nach Ohio gestattete. Nach einer weiteren unglücklich verlaufenden Liebelei mit Helen Kelley wandte er 1850 seine Aufmerksamkeit verstärkt Lucy Ware Webb zu, die er erstmals im Juli 1847 als Studentin an der Ohio Wesleyan University getroffen hatte. Wie Hayes war sie ohne Vater aufgewachsen. Dieser war zur Sklavenbefreiung nach Kentucky gezogen und dort an einer Krankheit gestorben. Ihre Mutter hatte sie im Geiste des Puritanismus erzogen. Nachdem sie sich schließlich im Juni 1851 gegenseitig ihre Liebe erklärt hatten, fand am 30. Dezember 1852 die Hochzeit im Haus der Braut in Delaware statt. Die Ehe erwies sich als glückliche Wahl und hielt bis zum Lebensende. Aus der Verbindung gingen zwischen 1853 und 1873 sieben Jungen und ein Mädchen hervor, von denen fünf Kinder, nämlich Birchard, Webb, Rutherford Platt, Fanny und Scott Russell das Erwachsenenalter erreichten. Lucy war eine erklärte Abolitionistin und übte großen politischen Einfluss auf ihren Mann aus.

### Politische Anfänge bei den Whigs
Hayes zeigte sich seit seiner Jugend politisch interessiert. Bereits auf dem Kenyon College war er wie sein Onkel Birchard zu einem überzeugten Anhänger der Whig Party geworden, hatte die Präsidentschaftswahl von 1840 verfolgt sowie den Wahlkampf genau dokumentiert. Mit Begeisterung reagierte er auf den Sieg William Henry Harrisons, der nach nur einem Monat im Amt verstarb. Obwohl dessen Nachfolger John Tyler wegen seines Vetos gegen die Gründung einer Nationalbank von den Whigs ausgeschlossen wurde, kritisierte Hayes die negative Haltung von Whigs als auch Demokraten gegenüber dem Präsidenten. Zwar neigte er weiterhin den Whigs zu, dennoch reichte sein politisches Engagement nicht so weit, dass er sich an den Halbzeitwahlen (Midterm elections) 1842 beteiligte. Bei der Präsidentschaftswahl von 1844 unterstützte er Henry Clay, den er zwei Jahre zuvor persönlich kennengelernt hatte, und nahm dessen Niederlage gegen James K. Polk er mit großer Enttäuschung auf. Bei der Präsidentschaftswahl von 1848 engagierte er sich im Wahlkampf für Zachary Taylor und wurde ein Jahr später Mitglied im Ortskomitee der Whigs in Fremont.
Zu dieser Zeit hatte die strittige Sklavenfrage zwischen Sklavenstaaten und freien Bundesstaaten weiter an Intensität gewonnen. Obwohl Hayes diese Institution ablehnte und seine Mutter eine resolute Sklavereigegnerin war, die die Sklaven ihres Vaters befreit hatte, äußerte er erst Vorbehalte gegen den Abolitionismus. Dies änderte sich allmählich, nachdem er seine Anwaltstätigkeit nach Cincinnati verlagert hatte und die Verteidigung entflohener Sklaven übernahm. Am Kompromiss von 1850, der in den Nordstaaten wegen des rigiden Sklavenfluchtgesetzes, der Öffnung der Territorien für die Sklaverei und ihr Weiterbestehen in Washington, D.C. zu einem Reizthema wurde, hegte er noch während der Debatte im Kongress starke Zweifel. Als sich Daniel Webster, bis dahin ein politisches Vorbild für Hayes, im März 1850 für den Kompromiss starkmachte, verlor er das Vertrauen in dessen Rechtschaffenheit.

### Wechsel zu den Republikanern (1852–1861)
Bei der Präsidentschaftswahl von 1852 wurde er ein begeisterter Unterstützer des Whig-Kandidaten Winfield Scott, den er im Jahr zuvor bei einem Auftritt in Cincinnati gesehen hatte. Dennoch rechnete er ihm gegen den Demokraten Franklin Pierce nicht zu viele Chancen aus. Er hoffte in diesem Falle darauf, dass Pierce als Präsident die Annexion von Kuba als Sklavenstaat vorantreiben werde, und sich somit die Opposition gegen die Demokraten verstärkte. Hayes behielt mit seiner Vorahnung recht und die Whigs erlitten bei der Präsidentschaftswahl 1852 eine deutliche Niederlage und verloren danach massiv an Bedeutung. Als unter der Präsidentschaft von Pierce im Jahr 1854 der Kansas-Nebraska Act den Missouri-Kompromiss außer Kraft setzte, womit die Sklaverei nördlich des 36° 30′ Breitengrads im Gebiet des ehemaligen Louisiana-Territoriums nicht länger untersagt war, löste das in großen Teilen der Nordstaaten Empörung aus. In der Folge kam es unter Beteiligung vieler ehemaliger Whigs zur Bildung der Republikaner als Oppositionsbewegung gegen die Demokraten im sich verschärfenden Nord-Süd-Konflikt. Hayes engagierte sich bei der Gründung dieser Partei in Cincinnati und war Delegierter auf ihrem Parteitag in Ohio. Durch seinen mittlerweile ausgeprägten Abolitionismus errang er unter den Republikanern ein hohes Ansehen. Ohne ihren Antikatholizismus zu teilen, versuchte er mit der nativistischen Know-Nothing Party zu kooperieren, als sein Anwaltspartner Corwine für den Posten des State Attorney Generals kandidierte. 1856 schlug er wegen unsicherer Wahlaussichten die ihm angebotene Kandidatur als Richter aus und war wenig überrascht über den Sieg James Buchanans gegen den Republikaner John C. Frémont bei der Präsidentschaftswahl in diesem Jahr.
Im folgenden Jahr nominierte ihn der nationale Parteitag für den 36. Kongress der Vereinigten Staaten. Hayes trat jedoch von der Kandidatur zurück, weil er einem anderen Republikaner größere Wahlaussichten zutraute. 1858 wählte ihn der Stadtrat zum Rechtsberater von Cincinnati, was ihm ein nicht unbeträchtliches Einkommen bescherte. Er wurde später zweimal bei den städtischen Kommunalwahlen in diesem Amt bestätigt, unterlag aber 1861 seinem demokratischen Gegner, als vor dem Hintergrund der Sezessionskrise die Republikaner im südlichen Ohio abgestraft wurden. Hayes erkannte zwar, dass die Republikaner moderat auftreten mussten, um Erfolg zu haben, aber er frohlockte trotzdem, als der radikale Sklavereigegner Chase 1860 in den Senat gewählt wurde. Im Präsidentschaftswahlkampf 1860 saß er im Vorstand der Partei im Hamilton County. Da neben Abraham Lincoln mit John C. Breckinridge, John Bell und Stephen A. Douglas insgesamt vier Kandidaten im Rennen um das Weiße Haus waren, rechnete er mit keiner ausreichenden republikanischen Mehrheit im Electoral College, sondern ging von einer Entscheidung über die Präsidentschaft im Repräsentantenhaus der Vereinigten Staaten aus. Mit den Wahlsiegen Lincolns in Ohio und Pennsylvania im Oktober stieg seine Zuversicht. Während der auf den Triumph der Republikaner folgenden Sezessionskrise hielt er in seinem Tagebuch fest, dass er vor einem Kompromiss mit den Südstaaten mehr Angst habe, als vor einem Bürgerkrieg. Amerika als respektable Nation könne nur auf der Grundlage von freien Bundesstaaten bestehen. Als sich bis Ende Januar 1861 immer mehr Staaten den Konföderierten anschlossen, war er zu ihrer Anerkennung als eigene Nation bereit. Einen Krieg sah er nur als notwendig an, um die Grenzstaaten in der Union zu halten. Die Beziehung zu seinem texanischen Freund Bryan blieb von diesem Konflikt ungetrübt und Hayes gratulierte ihm, als er in die State Legislature gewählt wurde.
Im Februar 1861 traf Hayes den gewählten Präsidenten in Cincinnati. Den radikalen Abolitionismus immer noch ablehnend, nahm er mit Zufriedenheit zur Kenntnis, dass Lincoln sich dort nicht von den gewaltbereiten Sklavereigegnern der deutschamerikanischen Turnbewegung vereinnahmen ließ. Als Rechtsberater abgewählt, eröffnete er eine neue Anwaltskanzlei mit Leopold Markbreit, dem Bruder des Journalisten und Politikers Friedrich Hassaurek, als Partner. Mit dem Angriff auf Fort Sumter durch die Confederate States Army Mitte April 1861 änderte sich Hayes Ablehnung eines Bürgerkriegs zur Wiederherstellung der Union. Als Mitglied eines Komitees, das eine große Versammlung von Unionsanhängern in Cincinnati gewählt hatte, entwarf er eine Resolution, die dazu aufrief, mit allen Mitteln im Sezessionskrieg die Einheit der Nation zu erzwingen. Kurz darauf meldete er sich gemeinsam mit seinem Freund Matthews, der mittlerweile Richter war, als Freiwilliger für das gleiche Regiment im Unionsheer.

### Im Amerikanischen Bürgerkrieg

#### Eintritt in die Unionsarmee und die Schlacht bei Carnifex Ferry (1861)

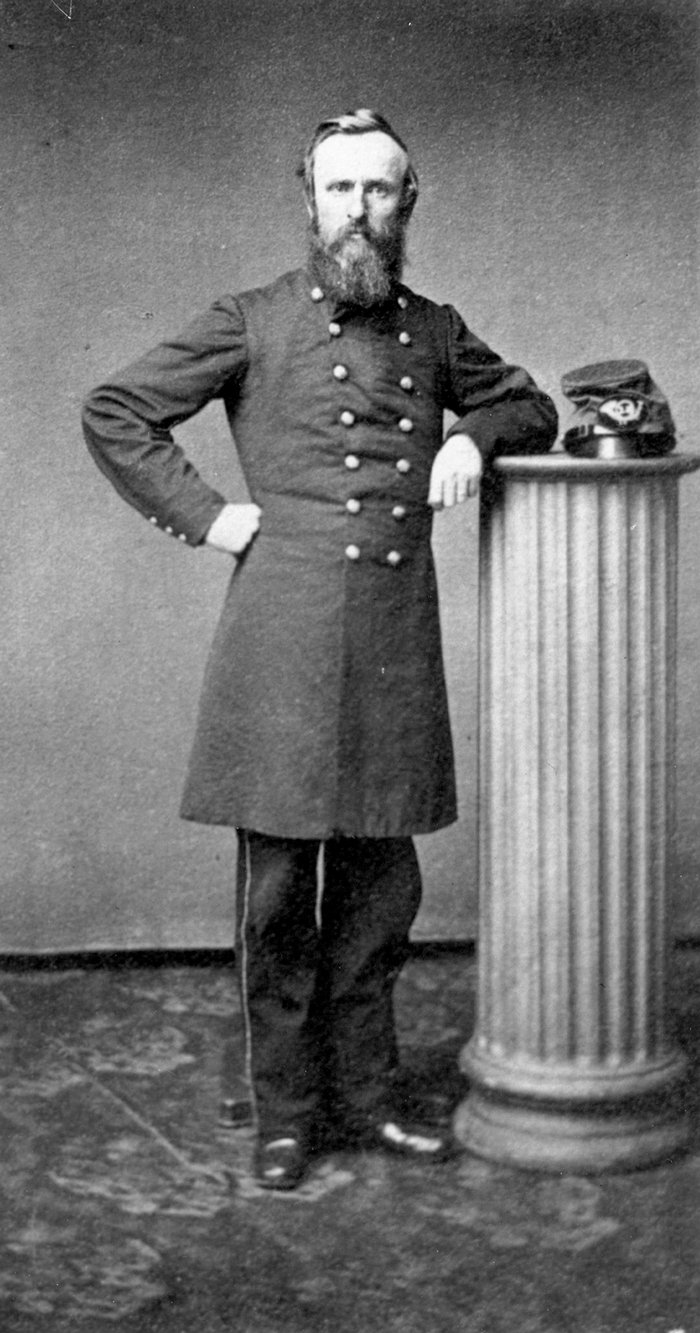
Hayes als Major im Unionsheer (1861)

Hayes bildete zunächst die Soldaten einer Kompanie aus und wurde am 27. Juni zum Major des 23. Ohio-Infanterieregiment ernannt und zum gleichlautenden Dienstgrad befördert. Matthews wurde zum stellvertretenden Regimentskommandeur ernannt. Regimentskommandeur war zunächst William S. Rosecrans, danach Oberst Eliakim P. Scammon. Trotz einiger Kontroversen konnte Hayes zu ihm eine vernünftige Beziehung aufbauen. Die Stimmung im Regiment war anfangs verhalten, weil es den Soldaten verboten worden war, ihre Offiziere selbst zu wählen. Als die Soldaten bei der Waffenausgabe die Annahme alter Steinschlossmusketen verweigerten, ordnete Scammon die Inhaftierung einiger ihrer Offiziere an. Hayes gelang es, die Situation zu beruhigen, wodurch er bei den Rekruten ein hohes Ansehen erlangte. Er hatte zu diesem Zeitpunkt bereits an den neuen Finanzminister Chase geschrieben und um bessere Ausrüstung sowie Geld für die Regimentskasse gebeten. Anfangs versah das Regiment Dienst an seinem Standort, so dass Hayes die Familie seiner verstorbenen Schwester besuchen und seine Frau in Columbus treffen konnte. Außerdem verschaffte er seinem Schwager Joseph T. Webb den Posten als Regimentsarzt.
Ende Juli verließ das Regiment Camp Chase und marschierte in das Gebiet, aus dem 1863 West Virginia als neuer Bundesstaat entstehen sollte. Dort sicherte es im Tal des Kanawha Rivers die Bahnstrecke der Baltimore and Ohio Railroad und übernahm den Schutz der unionstreuen Bewohner. In der Gegend um Weston sah sich das Regiment mit ersten, kleineren Angriffen durch konföderierte Truppen konfrontiert. Zwar geschah diese Operation nicht auf einem der Hauptschauplätze des Sezessionskriegs, aber weil das Kanawha-Tal als die erste Verteidigungslinie seines Heimatstaats galt, wurden die Bewegungen von Hayes’ Regiment in Ohio mit besonderer Aufmerksamkeit verfolgt. Am 10. September 1861 nahm das 23. Ohio-Infanterieregiment als Teil der 3. Brigade Scammons als Reserve unter Hayes’ Führung an der Schlacht bei Carnifex Ferry teil. Während des Angriffs der Unionstruppen auf das Zentrum der Konföderierten führte Hayes am Nachmittag vier Kompanien an die rechte Flanke des Gegners, aber erreichte die Stellung erst bei Einbruch der Dunkelheit, so dass es zu keinen Kampfhandlungen mehr kam.

#### Verwendung alsJudge advocateund erste Gefechte im Westen Virginias (1861/62)
Ab dem 20. September 1861 wurde er zum Rechtsberater (Judge advocate) ins Hauptquartier von Brigadegeneral Jacob Dolson Cox berufen. Einerseits trennte sich Hayes nur ungern von seinem Verband, andererseits schätzte er Cox und erhielt in dieser Verwendung eine höhere Besoldung. Er bereiste den gesamten Militärbezirk (Department of Western Virginia) um Gerichtsverhandlungen durchzuführen. Obwohl ihm während der Schlacht bei Carnifex Ferry Zweifel aufgekommen waren, schätzte er die Kampfmoral des konföderierten Heeres immer noch niedrig ein. Gegnerische Offiziere, die er als Kriegsgefangene zuvorkommend behandelte, seien meist moderat in ihren Einstellungen und im Prinzip froh, wenn nach ihrer Niederlage die Union wieder hergestellt werden sollte. Im Dezember 1861 ging er nach wie vor von einer raschen Niederlage der Konföderierten aus, sollte nicht das Vereinigte Königreich Großbritannien und Irland intervenieren.
Hayes wurde am 23. Oktober 1861 zum stellvertretenden Regimentskommandeur ernannt und einen Tag darauf zum Oberstleutnant befördert und folgte damit seinem Freund Matthews nach, der Kommandeur des 51. Ohio Infanterie-Regiments wurde. Hayes’ Regiment stand zu diesem Zeitpunkt in einem Feldlager am Gauley River, während der konföderierte General Floyd südlich davon am New River Stellung bezogen hatte. Scammon setzte den Konföderierten nach, wurde aber durch Hochwasser aufgehalten. Nahe dem New River im weitgehend verlassenen Fayetteville bezog Hayes mit dem Regiment schließlich das Winterquartier. Hier erfuhr er am Jahresende von der Geburt seines Sohnes Joe, ohne deswegen Fronturlaub gewährt zu bekommen. Etliche geflohene Sklaven trafen während dieser Zeit in Fayetteville ein, die Hayes als frei erachtete und weiter nach Ohio schickte. Am Jahresanfang 1862 stieß er südlich zu Major J. M. Comly nach Raleigh vor, der hier mit fünf Kompanien lag und in einen Guerillakrieg mit Bushwhackern verwickelt war. Im Februar erhielt Hayes schließlich kurzen Heimaturlaub, um seinen neugeborenen Sohn zu sehen. Zurück in Raleigh erfuhr er, dass der von ihm sehr geschätzte Generalmajor Frémont Befehlshaber des Wehrbereichs Berge (Mountain Department) geworden war, zu dem auch das westliche Virginia gehörte. Zu dieser Zeit vertrat Hayes die Auffassung, dass die Sklaverei in den Sezessionsstaaten verboten werden und den unionstreuen Grenzstaaten die Lösung des Problems selbst überlassen werden sollte. Genau diese Linie wurde letzten Endes von Präsident Lincoln verfolgt.
Nachdem der Sieg bei der Schlacht von Shiloh und die Einnahme der „Insel Nummer 10“ im Mississippi bei ihm kurzzeitig wieder die Hoffnung auf ein schnelles Kriegsende geweckt hatte, marschierte Hayes mit dem Regiment als Teil der Division von Brigadegeneral Cox Richtung Princeton im Mercer County, wobei sie durch starke Regenfälle aufgehalten wurden. Am 1. Mai entsetzte er nicht nur seine in Bedrängnis geratene Vorhut, sondern drängte anschließend die Konföderierten bis hinter Princeton zurück. Trotz des Lobes von General Cox für diesen militärischen Erfolg warf Scammon Hayes vor, sich zu weit vorgewagt zu haben. Als Nächstes rückte er in Pearisburg ein, wo er von mehreren tausenden Konföderierten unter dem Kommando von General Henry Heth angegriffen wurde. Hayes konnte sich der Attacke entziehen, wobei er eine leichte Verwundung davontrug, und schließlich nach Princeton ausweichen. Dort bezog das Regiment Stellung nahe dem New River auf dem Flattop Mountain und versah eine Zeit lang Routinedienst. In dieser Zeit trafen die lang erwarteten, schlagkräftigeren Gewehre mit gezogenem Lauf ein. Am 12. Juli drang Hayes mit sechs Infanterie- und mehreren Kavalleriekompanien sowie vier Artilleriegeschützen nach Green Meadows in die feindlichen Linien ein, wo sie ansehnliche Beute machten. Hayes’ wurde als vielseitig und befähigt, aber nicht herausragend beurteilt. Dabei zeigte er vor allem im weiteren Verlauf seiner Laufbahn im Heer bei mehreren Gefechten beachtliche persönliche Tapferkeit.

#### Beförderung zum Oberst und Schlacht am South Mountain (1862/63)
Am 23. Juli 1862 wurde Hayes zum Regimentskommandeur des 79. Ohio-Infanterieregiments ernannt. Er zögerte jedoch, die Ernennung anzunehmen, da er eigentlich Kommandeur „seines“ 23. Ohio-Infanterieregiments werden wollte. Anfang August wurde gemeldet, dass mehrere tausend Konföderierten sich entlang des anderen Ufers des White Rivers näherten, um die Fähre über den Fluss anzugreifen. Hayes verstärkte die Einheiten, die dort bereits auf Erkundung waren, und es gelang ihm die Konföderierten, die sich zahlenmäßig als deutlich schwächer als gemeldet erwiesen, unter klingendem Spiel der Regimentskapelle zum Ausweichen zu zwingen. Noch bevor sich Hayes zur Annahme des Kommandeurspostens entscheiden konnte, wurde das Regiment nach Osten zur Army of Virginia beordert, die von Generalmajor John Pope geführt wurde. Im Feldlager dort gewann Hayes ein weiteres Mal an Popularität, als er seine Männer gegen General Jesse Lee Reno in Schutz nahm, den sie mit der Verwendung von Stroh als Schlafunterlage erzürnt hatten, obwohl es als Pferdefutter vorgesehen war. Nach Popes’ Niederlage in der zweiten Schlacht am Bull Run – an der Hayes’ Regiment nicht teilgenommen hatte – wurde die Army of Virginia in die Potomac-Armee integriert. Das 23. Ohio-Infanterieregiment wurde als Spitze von General Cox’ Division am 14. September in der Schlacht am South Mountain nahe Sharpsburg eingesetzt. Dreimal führte Hayes das Regiment bei Attacken auf den von Konföderierten gehaltenen Pass Fox’s Gap an, wobei er beim letzten Mal am linken Ellenbogen verwundet wurde.
Nach der Versorgung durch seinen um ihn besorgten Schwager erholte sich Hayes im nahegelegenen Middletown, wo er bei einer Familie einquartiert wurde, während sein Regiment in der Schlacht am Antietam kämpfte. Hier fand und pflegte ihn Lucy Hayes, die sich nach Gerüchten über seinen Tod auf die Suche nach ihm begeben hatte. Als Lincoln im September 1862 die Emanzipationsproklamation verkündete, reagierte Hayes darauf mit Genugtuung, an der auch die Verluste der Republikaner bei den Kongresswahlen im November nichts änderten. Er hielt ebenso die Ablösung von George B. McClellan vom Oberkommando über die Potomac-Armee für die richtige Entscheidung Lincolns. Am 24. Oktober 1862 wurde er zum Oberst befördert und zum Kommandeur des 23. Ohio-Infanterieregiments ernannt, zu dem er nach seiner Genesung zurückkehrte. Bald nach seiner Ankunft im Feldlager am Gauley River wurde Hayes der Dienstposten des Brigadekommandeurs der 1. Brigade der 2. Kanawha-Division angeboten. Mitte Dezember trat der spätere Präsident William McKinley seinen Dienst als Oberleutnant im Regiment an, wo Hayes ihn als Quartiermeister einsetzte. Bis März 1863 besuchten ihn Lucy und die Kinder im Feldlager. Hayes wurde am 19. März 1863 zum Brigadekommandeur ernannt. Danach marschierte die 1. Brigade zum Camp White, das gegenüber Charleston lag.

#### VonMorgan’s Raidbis zur Schlacht am Cedar Creek (1863/64)
Ende März gelang Hayes in einem Scharmützel bei Point Pleasant die Gefangennahme von 50 konföderierten Soldaten. Später wehrte er zwei Angriffe von General Albert Gallatin Jenkins auf Camp White ab. Bei einem Besuch der Familie im Feldlager im Juni erkrankte sein jüngster Sohn Joe an Dysenterie und starb wenige Tage später. Im Juli verlegte die Brigade über Fayetteville in das Raleigh County, woraufhin sich die Konföderierten trotz ihrer Überlegenheit von dort zurückzogen. Als Hayes vom bis nach Ohio reichenden Morgan’s Raid erfuhr, nahm er mit drei Regimentern dessen Verfolgung auf. In Pomeroy am Ohio River gelang es ihm, am 19. Juli die Stadt gegen John Hunt Morgan zu verteidigen und seinen Rückzug über den Fluss zu verhindern, aber er ließ die Konföderierten entkommen, sein größter Fehler im Sezessionskrieg. Als die Konföderierten am nächsten Tag in der Schlacht von Buffington Island zum großen Teil aufgerieben wurden, waren Hayes und seine Truppen nur in einer Beobachterrolle. In Morgans Operation sah er eine Verzweiflungstat der Südstaaten, deren Niederlage durch die Unionssiege in Vicksburg und Gettysburg näher rückte. Den Triumph von John Brough über den demokratischen Copperhead („Kupferkopf“), also Kriegsgegner, Clement Vallandigham bei der Gouverneurswahl von Ohio wertete er als dazu gleichrangigen politischen Erfolg.
Als die dreijährige Verpflichtungszeit der Regimentsangehörigen auslief, überzeugte Hayes viele von ihnen, sich erneut zu verpflichten. Anfang Dezember 1863 kooperierte er mit dem Kavalleriegeneral William W. Averell bei einer Angriffsoperation gegen die Eisenbahn bei Salem in Virginia, die erst erfolgreich verlief, aber wegen gegnerischer Verstärkung vor dem Zielort abgebrochen wurde. Nach einem Heimaturlaub bei der Familie, die nun in Chillicothe lebte, kommandierte er bei der Frühlingsoffensive 1864 die 1. Infanteriebrigade unter Brigadegeneral George Crook. Dieser plante einen Überfall auf die Strecke des Eisenbahnunternehmens Virginia and Tennessee Railroad und die Zerstörung der Brücke über den New River. Bevor Crook die Brücke in Brand stecken konnte, musste er am 9. Mai die Schlacht am Cloyds Mountain schlagen. Hierbei attackierte Hayes am linken Flügel mit der 1. Brigade die Stellung der Konföderierten auf einem bewaldeten Hügel, wobei er schwere Verluste hinnehmen musste, und warf den Gegner zurück. Er machte über 300 Gefangene, darunter Brigadegeneral Albert Gallatin Jenkins. Am nächsten Tag erreichten sie die Brücke und konnten sie sowie anschließend knapp 30 Kilometer der Virginia and Tennessee Railroad zerstören.
Im Braxton County besiegten sie mehrere Kavallerieregimenter, die unter dem Kommando von William Lowther Jackson standen. Danach befahl Crook den Rückzug, weil er fürchtete, ansonsten vom Nachschub abgeschnitten zu werden. Anfang Juni stießen sie über das Shenandoah-Tal nach Virginia vor, vereinigten sich in Staunton mit den Truppen von Generalmajor David Hunter und nahmen am 11. Juni Lexington ein, wobei Hayes’ Brigade an vorderster Front kämpfte. Nachdem die Konföderierten bei Lynchburg (Virginia) ihre Truppen verstärkten, marschierte Hunter mit den Unionstruppen zurück nach West Virginia.
Mitte Juli marschierte die Kanawha-Division unter Crook nach Winchester, um dort die Unionsarmee gegen die überlegenen Konföderierten Jubal Anderson Earlys während der zweiten Schlacht von Kernstown zu unterstützen, die dennoch in einer Niederlage endete. Hayes gelang es hierbei, seine Brigade ohne größere Verluste zurückzuziehen. Ab August nahm Hayes’ Brigade an der Kampagne von Generalmajor Philip Sheridan im Shenandoahtal teil. Dabei stießen sie auf starken Widerstand der Konföderierten, unter anderem am 19. September in der dritten Schlacht von Winchester, wobei Hayes an vorderster Front kämpfte. Nach der Überquerung des Opequon-Baches fand er sich mit seiner Einheit kurzzeitig in einer isolierten Stellung, erhielt aber rechtzeitig Verstärkung. Drei Tage nach diesem Sieg kämpften er und seine Männer in der in einen weiteren Erfolg der Unionsarmee mündenden Schlacht bei Fishers Hill, wobei sie einen Flankenangriff durchführten. Bei der Schlacht am Cedar Creek am 19. Oktober verletzte sich Hayes, als sein Reitpferd getroffen wurde. Dennoch gelang es ihm, dem Rückzug seiner Einheit zu stoppen und die Stellung zu halten, bis Sheridan mit Verstärkung eintraf und den Sieg sicherte.

#### Wahl in das Repräsentantenhaus, Beförderung zum Brigadegeneral und Kriegsende (1864/65)

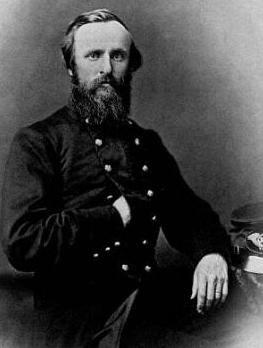
Generalmajor Hayes

Während der Präsidentschaftswahlkampfes 1864 unterstützte er als Republikaner zwar Lincoln, aber begrüßte auf der anderen Seite den Sieg des „Kriegsdemokraten“ McClellan bei der Primary („Vorwahl“) in der Hoffnung, dass damit die Copperheads innerhalb der demokratischen Partei geschwächt worden seien. Hayes kandidierte selbst für das Repräsentantenhaus, nachdem ihn der zweite Kongresswahlbezirk Cincinnatis dafür nominiert hatte. Obwohl ihm der befreundete Verleger und Secretary of State Ohios, William Henry Smith, dazu geraten hatte, verzichtete er auf einen Heimaturlaub zum Zwecke des Wahlkampfes, sondern blieb im aktiven Dienst bei seiner Brigade. Am 11. Oktober wurde er schließlich in den 39. Kongress der Vereinigten Staaten gewählt. Hayes, der seit der Schlacht von Cedar Creek in einem Feldlager bei Winchester verwendet wurde, erhielt am 30. November die Beförderung zum Brigadegeneral. Nach einem Heimaturlaub Anfang 1865 kehrte er in sein Hauptquartier bei Cumberland in Maryland zurück. Im März 1865 wurde Hayes der Brevet-Rang eines Generalmajors verliehen und ein neues Kommando in New Creek, West Virginia zugeteilt, das er jedoch nach der Kapitulation von General Robert Edward Lee am 9. April 1865 nicht mehr antrat. Seine Freude darüber wurde kurze Zeit später durch das tödliche Attentat auf Lincoln stark getrübt. Ende April war er auf Fronturlaub in Washington bei einem Freund und traf bei dieser Gelegenheit den neuen Präsidenten Andrew Johnson, von dem er erst einen günstigen Eindruck hatte. Zurück im Dienst reichte er sein Entlassungsgesuch aus der Armee ein, das am 8. Juni 1865 akzeptiert wurde.

### Abgeordneter im Repräsentantenhaus (1865–1867)
Der Sitzungsbeginn des 39. Kongresses lag im Dezember 1865. Vor seinem Aufbruch in die Hauptstadt unterstützte Hayes seinen früheren Vorgesetzten Cox bei der Wahl zum Gouverneur von Ohio und zog mit der Familie zurück nach Cincinnati. Im Repräsentantenhaus gehörte er zu den gemäßigten Republikanern und nicht zur Fraktion der radikalen Republikaner um Thaddeus Stevens, die die Pflanzeraristokratie im Süden zerschlagen wollten. Aus Gründen der Fraktionsdisziplin stimmte er aber meistens mit den Radikalen, was sein Fortkommen in der Partei und seine Popularität begünstigte. Schnell identifizierte Hayes Stevens als den mächtigsten Abgeordneten im Repräsentantenhaus. Seine erste Abstimmung erfolgte auf einem parteiinternen Caucus am 1. Dezember, dem am folgenden Tag ein weiterer folgte. Hayes stimmte hier zu, Delegierte aus den Südstaaten vom Kongress auszuschließen und einen Kongressausschuss zur Reconstruction zu bilden. Im Repräsentantenhaus wurde Hayes zum Vorsitzenden des Congress Joint Committee on the Library bestimmt, dem die Administration der Library of Congress („Kongressbibliothek“) oblag.
Zu dieser Zeit ging Präsident Johnson durch seine Südstaatenpolitik in offene Konfrontation mit dem Kongress. So gewährte er den meisten an der Sezession Beteiligten Amnestie und beließ sie in ihren Machtpositionen, solange sie der Union die Treue schworen und die Sklaverei abschafften. Dadurch entstanden im Süden konservative Regierungen mit vielen Ex-Konföderierten in hohen Ämtern, die zwar die Afroamerikaner aus der Sklaverei befreiten, aber sie durch Black Codes in ihren Bürgerrechten einschränkten. Loyal zur Parteilinie unterstützte Hayes die republikanische Mehrheit im Kongress in ihrem Kampf gegen die präsidiale Politik. Zwar sah er in den Südstaaten abtrünnige Provinzen, die durch den Kongress gesteuert eine Reconstruction durchlaufen müssten, aber anders als die radikalen Republikaner kein erobertes, fremdes Territorium, für das die amerikanische Verfassung nicht galt.
Wie viele andere Republikaner hoffte er noch im Februar 1866 darauf, dass der endgültige Bruch mit dem Präsidenten vermieden werden könnte. Als im Monat darauf Johnson den Civil Rights Act („Bürgerrechtsgesetz“) von 1866, der allen Bürgern unabhängig von ihrer Hautfarbe die gleichen Rechte zubilligte, mit seinem Veto blockierte, sah Hayes ein, dass eine Verständigung mit dem Weißen Haus nicht mehr möglich war. Seine Zufriedenheit darüber, dass dieses Veto und weitere vom Kongress überstimmt wurden, wurde durch den Tod seines Sohnes George an Scharlach getrübt. Im August wurde er ohne Gegenkandidaten für den 40. Kongress nominiert und siegte am Wahltag gegen den Demokraten Thomas Cook. Nachdem er von seiner Partei als Nachfolger für den nicht mehr antretenden Cox als Kandidat für die Gouverneurswahlen von Ohio im Jahr 1867 aufgestellt worden war, trat er im Juli von seinem Mandat im Repräsentantenhaus zurück, das ihm ohnehin nicht sonderlich behagt hatte.
Während dieser kurzen Amtszeit Hayes’ eskalierte der Konflikt zwischen Kongress und Präsident, der den 1866 von beiden Häusern verabschiedeten, die Gleichheit vor dem Recht garantierenden 14. Zusatzartikel zur Verfassung der Vereinigten Staaten immer noch bekämpfte. Um die Macht Johnsons einzuschränken, forcierte der Kongress unter anderem den Tenure of Office Act („Amtsdauergesetz“) und begann direkt nach dem Ende des 39. Kongresses im März 1867 mit den Sitzungen. Alle diese Maßnahmen wie auch die Reconstruction Acts, die die ehemaligen Konföderierten Staaten dem Militärrecht unterwarfen, unterstützte Hayes mit seiner Stimme. Die wesentliche Leistung seiner insgesamt unauffälligen Amtszeit als Repräsentant war die Erweiterung der Kongressbibliothek um zwei Flügel, die er im Congress Joint Committee on the Library durchsetzen konnte, sowie die Aufnahme der Bücherei der Smithsonian Institution in die Library of Congress. Außerdem bemühte er sich darum, die Kongressbibliothek für die Öffentlichkeit zugänglich zu machen.

### Die ersten zwei Amtszeiten als Gouverneur von Ohio (1867–1871)
Die Kampagnenführung um das Amt des Gouverneurs gestaltete sich schwierig, weil sich Hayes für das Wahlrecht von Afroamerikanern einsetzte, was in Ohio äußerst unpopulär war und zum wichtigsten Thema im Wahlkampf wurde. Die Demokraten um seinen Konkurrenten Allen G. Thurman nutzten dies in einem Bundesstaat aus, der diese Bevölkerungsgruppe lange Zeit diskriminiert hatte, und lehnten ein garantiertes Wahlrecht für Schwarze ab. Ein weiteres Wahlkampfthema von Hayes war die Geldpolitik, wo er sich im Gegensatz zu den Demokraten für Hartgeld auf Basis eines reinen Goldstandards einsetzte. Am Ende errangen die Demokraten zwar die Mehrheit im Senat und Repräsentantenhaus von Ohio, aber Hayes gewann mit knappem Vorsprung die Gouverneurswahlen. In seiner Antrittsrede, der kürzesten in der Geschichte Ohios, am 13. Januar 1868 warb er erneut für ein vorbehaltloses Wahlrecht und den 14. Zusatzartikel.
Weil die Amtsgewalt des Gouverneurs zu dieser Zeit deutlich eingeschränkt war und kein Vetorecht gegenüber der State Legislature beinhaltete, beschäftigte sich Hayes vor allem mit Personalpolitik. Dies umfasste unter anderem die Ernennung von Richtern oder Universitätspräsidenten, aber auch die Begnadigung von Verurteilten. Zustimmung in der State Legislature fand er zudem für eine geologische Vermessung des gesamten Bundesstaats und den Bau eines Grabmonumentes für den früheren Präsidenten William Henry Harrison in North Bend. Er engagierte sich weiterhin in der Bundespolitik; so war er ein überzeugter Verfechter des Amtsenthebungsverfahrens gegen Andrew Johnson und setzte sich im Präsidentschaftswahlkampf für Ulysses S. Grant ein, von dem er später bei ihrem ersten persönlichen Zusammentreffen einen sehr positiven Eindruck gewann, auch hinsichtlich seiner Identifikation mit dem Parteiprogramm der Republikaner. Im Präsidentschaftswahlkampf 1868 warb er vor allem um die Stimmen der jüdischen Amerikaner, die Grant durch diskriminierende Maßnahmen im Bürgerkrieg gegen sich aufgebracht hatte.
Im Juni 1869 nominierten ihn die Republikaner für die Wiederwahl zum Gouverneur. Während seiner Wahlkampagne, die er aggressiver führte als beim letzten Mal, setzte sich Hayes für den 15. Zusatzartikel zur Verfassung der Vereinigten Staaten ein, der allen Männern unabhängig von ihrer Hautfarbe das Wahlrecht garantierte. Sein demokratischer Gegner, den er mit knappem Vorsprung besiegte, war der Vizepräsidentschaftskandidat von 1868, George H. Pendleton. Weil die Republikaner die Mehrheit in der State Legislature zurückerobert hatten, konnte Hayes während seiner zweiten Amtszeit, die bis zum 8. Januar 1872 andauerte, mehr Akzente setzen. So ratifizierte der Kongress von Ohio den 15. Zusatzartikel, initiierte eine Gefängnisreform für jugendliche Inhaftierte und beschloss die Errichtung von Waisenhäusern für Soldatenkinder sowie die Vergrößerung einer bundesstaatlichen Psychiatrie. Außerdem setzte er die Einrichtung des Agricultural and Mechanical Colleges durch, aus dem später die Ohio State University hervorging. Hayes sorgte des Weiteren für die Vergrößerung der Staatsbibliothek von Ohio, beispielsweise um die Schriften des amerikanischen Revolutionärs Arthur St. Clair. Parteipolitisch stärkte er die Organisation der Republikaner in Ohio und konsolidierte ihre Macht in diesem Bundesstaat. Als sich General Pope an ihn wandte, der juristisch von dem um seine Rehabilitierung kämpfenden Fitz-John Porter belangt wurde, gab er ihm in der Sache Recht, ohne etwas konkret zu seiner Unterstützung zu unternehmen. Später während seiner Präsidentschaft empfahl ein Untersuchungsausschuss des Kriegsministeriums, Porter seinen Dienstgrad zurückzugeben, was Hayes ohne weitere Stellungnahme an den Kongress weiterleitete.
Als es 1870 in Akron zu einem Streik der Bergarbeiter kam, bat er den Sheriff vor Ort, die Ordnung wiederherzustellen. Dieses staatliche Eingreifen zugunsten der Arbeitgeber war zur damaligen Zeit das übliche Vorgehen und wurde von Hayes bei späteren Arbeitskämpfen wiederholt. Hayes, der mit dem Deutschamerikaner Carl Schurz befreundet war und wie die meisten Bürger der Vereinigten Staaten Napoleon III. verachtete, sympathisierte im Deutsch-Französischen Krieg von 1870/71 mit Königreich Preußen. Bis Anfang 1871 war in ihm der Entschluss gereift, der Politik den Rücken zu kehren und für keine dritte Amtszeit als Gouverneur zu kandidieren. Auch die, seiner Einschätzung nach, sichere Wahl in den Senat der Vereinigten Staaten verwarf er. Einen Gesichtspunkt dieser Entscheidung stellte neben der Absicht, mehr Zeit mit der Familie zu verbringen, der Umstand dar, dass seine politische Karriere mit einem nicht unerheblichen Einkommensverlust verbunden war. Im Sommer führte ihn eine seiner zahlreichen Reisen nach Vermont und Connecticut, wo er die Grabstätten und Häuser seiner Vorfahren besuchte. Im kurz darauf folgenden Gouverneurswahlkampf engagierte er sich mit Erfolg für Edward F. Noyes, den er selbst als seinen Nachfolger ausgesucht hatte. Nach einer letzten Ansprache als amtierender Gouverneur zum Jahresanfang 1872, in der er sich unter anderem für eine staatliche Regulierung des Eisenbahnwesens, den Bau von mehr Waisenhäusern und Psychiatrien sowie einem gesetzlichen Verbot staatlicher Überschuldung aussprach, zog Hayes sich ins Privatleben zurück und eröffnete eine Anwaltskanzlei in Cincinnati. Zuvor hatte er noch die Bitte von unzufriedenen Republikanern abgelehnt, anstelle von John Sherman für den Senat zu kandidieren, wobei ihm eine Mehrheit im Caucus zugesichert worden war.

### Kurzzeitiger politischer Ruhestand und dritte Amtszeit als Gouverneur (1871–1876)
Kurz nach der Rückkehr von einer Reise in das Dakota-Territorium lernte er den Schriftsteller William Cullen Bryant kennen und schätzen. Angesichts der Präsidentschaftswahlen 1872 und der innerparteilichen Opposition gegen Grant, die zur Abspaltung in Form der Liberal Republican Party geführt hatte, musste er als Ex-Gouverneur Stellung beziehen. Zwar war er wie die Liberal Republicans von der Korruption im Kabinett Grant sowie dessen Abhängigkeit von Parteimaschinerie abgeschreckt und lehnte die Annexionsbestrebungen des Präsidenten bezüglich der Dominikanischen Republik ab, dennoch sah er davon ab, die Republikaner zu verlassen. In den für Hayes entscheidenden Bereichen der Südstaaten- und Schuldenpolitik sah er den Präsidenten auf dem richtigen Weg. Er besuchte die National Convention der Liberal Republicans in Cincinnati, die Horace Greeley zu ihrem Präsidentschaftskandidaten wählte. Seine Befürchtung, dass diese neue Partei mit Unterstützung der Demokraten Grant schlagen konnte, wich auf der Republican National Convention in Philadelphia neuer Zuversicht, der das spätere Ergebnis recht gab. Gegen seinen Willen nominierte ihn die Versammlung als Repräsentanten für den 43. Kongress der Vereinigten Staaten. Bei der Wahl im Oktober 1872 unterlag er jedoch Henry B. Banning von den Liberal Republicans. Dies stellte die einzige Wahlniederlage in Hayes’ politischer Karriere dar.

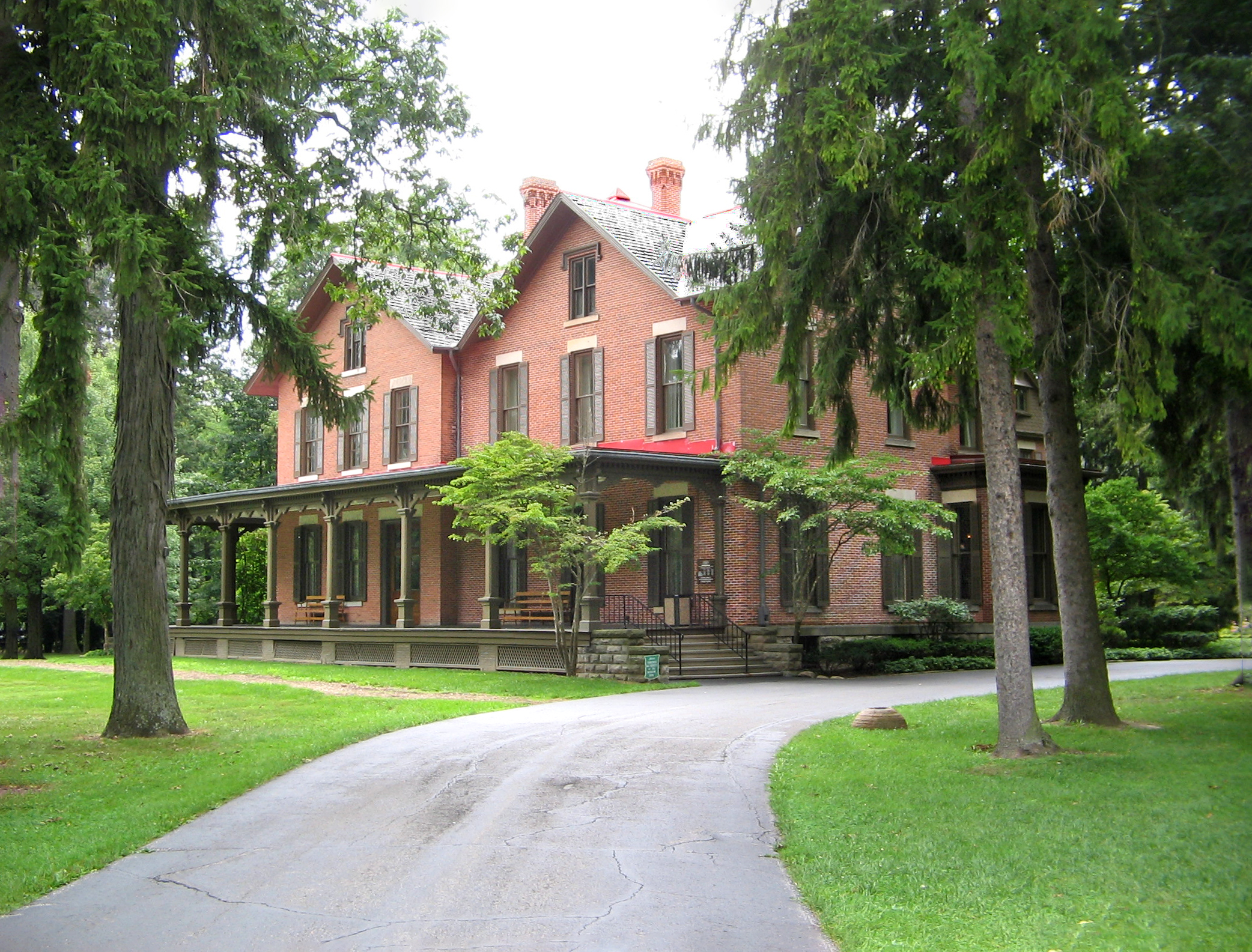
Spiegel Grove (2005)

Nachdem ihm sein Onkel Sardis Birchard Spiegel Grove übertragen hatte, bezog Hayes mit seiner Familie im Frühjahr 1873 das Anwesen, das er sofort zu vergrößern begann. Zu dieser Zeit begann er mit Birchard die Projektarbeit zum Bau einer öffentlichen Bibliothek, die er nach dessen Tod im folgenden Jahr allein fortsetzte. Außerdem begann er nun geschäftsmäßig in Immobilien zu investieren. Als Grant ihn 1873 zum stellvertretenden Schatzmeister der Vereinigten Staaten bestellte, lehnte er das Amt ab, das er angesichts seiner bisherigen politischen Positionen als zu gering erachtete und er insgeheim auf einen Ministerposten gehofft hatte. Die das Land erschütternde Panik von 1873 führte bei den Wahlen zu großen Verlusten der Republikaner, unter anderem bei den Gouverneurswahlen in Ohio, wodurch Hayes als populärer Ex-Gouverneur für die Partei wieder attraktiv wurde. Dennoch konnte sein Engagement bei den Kongresswahlen 1874 die großen Verluste der Republikaner in Ohio nicht abwenden. Im März 1875 wählte ihn ein republikanischer Caucus zum Gegenkandidaten des demokratischen Gouverneurs William Allen. Hayes nahm die Nominierung erst nicht an, wobei er unter anderem den Whiskey Ring und andere Skandale im näheren Umfeld des Präsidenten geltend machte, aber gab dem Drängen seiner Partei schließlich nach. Im Juni kürte ihn der Parteitag mit deutlicher Mehrheit gegenüber Alphonso Taft, dem Vater des späteren Präsidenten William Howard Taft, zum Kandidaten. Zentrales Thema im Wahlkampf, bei dem ihn Schurz und die Senatoren Oliver Hazard Perry Throck Morton und Sherman als Redner unterstützten, wurde die Geldpolitik, in der sich Hayes mit seiner Präferenz für antiinflationäres Hartgeld gegen die Demokraten positionierte. Am Ende gewann er nicht nur die Gouverneurswahlen, sondern auch beide Häuser der State Legislature. Hayes wurde damit zum ersten Gouverneur Ohios, der für eine dritte Amtszeit gewählt wurde, und galt in der Folge als potenzieller Präsidentschaftskandidat für das folgende Jahr, auch wenn er landesweit noch relativ unbekannt war.
Hayes’ dritte Amtszeit als Gouverneur begann am 10. Januar 1876 mit seiner Antrittsrede. Aufgrund der republikanisch kontrollierten State Legislature konnte er etliche seiner Vorhaben umsetzen. Dazu gehörten wie schon in den vorherigen Amtszeiten Gefängnisreformen, die unter anderem die Einführung von Arbeitshäusern vorsahen, und die Förderung von Wohlfahrtsinstitutionen. Außerdem setzte er auf eine sparsamere Ausgabenpolitik, wodurch er das bundesstaatliche Haushaltsdefizit senken konnte. Einen Bergarbeiterstreik in Massillon im April 1876 beendete er wie denjenigen von Akron 1870 mit militärischer Gewalt. Nach der Nominierung zum Präsidentschaftskandidaten der Republikaner im Juni trat Hayes’ Tätigkeit als Gouverneur in den Hintergrund. Kurz vor seiner Amtseinführung als amerikanischer Präsident trat er am 1. März 1877 als Gouverneur zurück.

### Präsidentschaftswahlen 1876

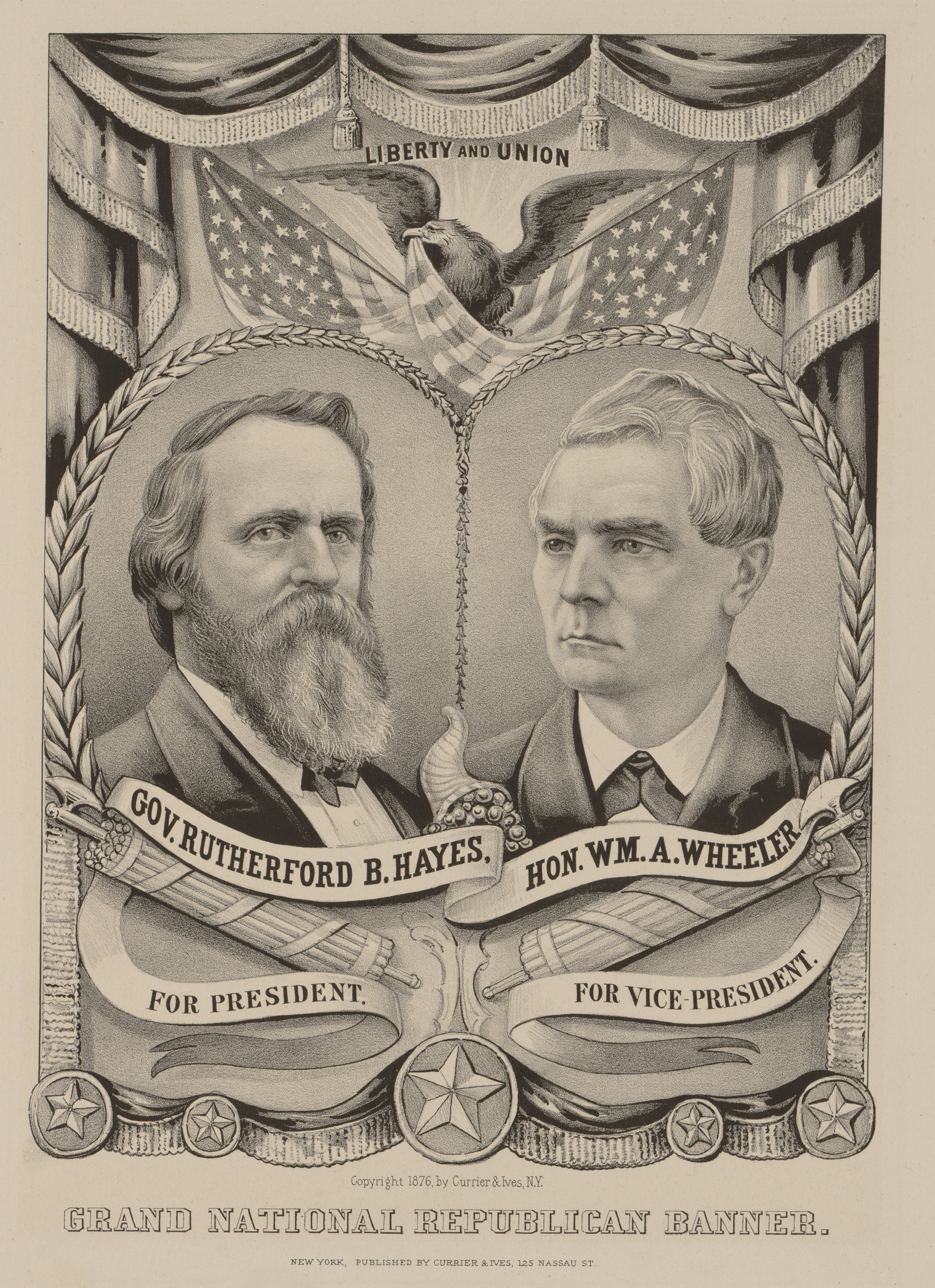
Wahlkampftransparent der Republikaner von 1876 mit Hayes und Wheeler

Als Gouverneur hatte Hayes sich den Ruf eines scharfsinnigen Politikers und fleißigen sowie liberalen Administrators erworben. Außerdem galt er in einer von Korruptionsskandalen gebeutelten Zeit als politisch nicht vorbelastet. Trotzdem glaubte Hayes vor dem nationalen Parteitag nicht, sich gegen die namhaften innerparteilichen Konkurrenten James G. Blaine, Morton, Roscoe Conkling und Benjamin Bristow durchsetzen zu können, sondern rechnete allenfalls mit einer Nominierung als Running Mate. Die Republican Convention von Ohio bestimmte ihn im März 1876 zu ihrem Spitzenkandidaten, wobei er unter anderem vom späteren Präsidenten James A. Garfield und Sherman unterstützt wurde. Dass der Nominierungsparteitag in seiner langjährigen Heimatstadt Cincinnati stattfand, sollte ihm später zum Vorteil gereichen. Hayes entsandte Sherman als seinen Vertrauten auf die Mitte Juni stattfindende Republican National Convention, der durch Noyes und Benjamin Wade verstärkt wurde. In den ersten Wahlgängen erreichte Hayes lediglich hintere Ränge, aber er profitierte zunehmend von der starken Rivalität zwischen den prominenteren Kandidaten. Nach dem sechsten Wahldurchgang sah Blaine wie der sichere Sieger aus, bis seine Rivalen eine Vertagung der Versammlung erreichten. Über Nacht versammelten sich Blaines Gegner hinter Hayes, so dass dieser am nächsten Tag im siebten Wahlgang die notwendige Stimmenmehrheit erhielt. Als Kandidat für die Vizepräsidentschaft setzte sich der Kongressabgeordnete William A. Wheeler durch, den Hayes so gut wie nicht kannte.
Das von der National Convention beschlossene Wahlprogramm repräsentierte die Überzeugungen Hayes’. So forderte es für alle, einschließlich Frauen und Afroamerikaner, Gleichheit vor dem Gesetz, die Befriedung der Südstaaten und eine stärkere Gewaltenteilung. Hier war vorgesehen, dass Ernennungen des Präsidenten durch den Senat gebilligt werden mussten. Die republikanische Presse reagierte auf die Nominierung von Hayes überwiegend positiv und hob unter anderem seine Vertrauenswürdigkeit und militärischen und politischen Leistungen hervor, während demokratische Zeitungen spotteten, Hayes’ Qualifikation sei vor allem seine Unbekanntheit gewesen. Ende Juni nominierten die Demokraten auf ihrem Parteitag den als Reformer geltenden Gouverneur von New York, Samuel J. Tilden, zu ihrem Spitzenkandidaten. In seinem öffentlichen Schreiben zur Annahme der Nominierung kommunizierte Hayes als wichtigste Ziele eine Verwaltungsreform, die Bildung stabiler Regierungen in den Südstaaten, die Beendigung des Konflikts um Papier- oder Hartgeld sowie die Verbesserung des öffentlichen Schulsystems unter strikter Trennung zwischen Staat und religiösen Institutionen. Außerdem kündigte er an, für keine zweite Amtszeit zu kandidieren, wovon er sich mehr Autonomie beim innerparteilichen Kampf gegen das Spoilssystem („Beutesystem“) erhoffte, weil er ohne diese Ambition nicht auf die Anhäufung „politischen Kapitals“ in der eigenen Partei angewiesen war, und einige abgewanderte Liberal Republicans zurückgewinnen konnte. Aufgrund der Korruptionsaffären in der Grant-Administration, die unter anderem zu einem Impeachmentverfahren gegen William W. Belknap selbst nach dessen Rücktritt als Kriegsminister führten, der andauernden Deflation und republikanischen Hartgeldpolitik sah Hayes Tilden im Vorteil. Wie damals üblich beteiligte er sich als Präsidentschaftskandidat nicht aktiv am Wahlkampf, aber er gab die Order, in der Kampagne einen demokratischen Sieg als Triumph der Südstaaten-Rebellen darzustellen, um Ängste zu schüren. Hayes angeheirateter Cousin William Dean Howells verfasste im Rahmen der Wahlkampagne seine Biographie.
Hayes wurde wegen seiner antiklerikalen Schulpolitik des Nativismus bezichtigt und in die Nähe der antikatholischen Know-Nothing Party gerückt. Schwerwiegender war der Vorwurf, dass er während des Sezessionskriegs das Eigentum eines hingerichteten Deserteurs für sich behalten habe, den er in einem Zeitungsinterview richtigstellen musste. Außerdem hinterfragten die Demokraten Hayes’ Vermögenssteuerzahlungen der letzten Jahre. Insgesamt war der Wahlkampf zwischen Hayes und Tilden jedoch vergleichsweise fair. Mit Sorge betrachtete er das für den Wahlausgang im Electoral College so wichtige New York, den Heimatstaat von Tilden, in dem der republikanische Führer Conkling fast keinen Wahlkampf für ihn machte. Als kritisch erwies sich zudem Indiana, wo die United States Greenback Party vor allem bei den Republikanern Stimmen abfischte. Trotz sich mehrender Anzeichen für eine Wahlniederlage blieb er optimistisch. Republikanische Erfolge bei den Wahlen für den Kongress und die jeweilige State Legislature in Maine und Ohio im September und Oktober stärkten seine Zuversicht.
Als am 7. November, dem Tag der Präsidentschaftswahl, die erste Auszählung ergab, dass New York und Indiana verloren waren und Tilden mit 184 zu 165 Wahlmännern führte, ging Hayes angesichts der demokratisch dominierten Südstaaten von einer Niederlage aus. Im New Yorker Hauptquartier des republikanischen Wahlkampfteams, das von Zachariah Chandler, dem Vorsitzenden des Republican National Committees geleitet wurde, zeigte die Analyse der Ergebnisse währenddessen, dass ein Sieg für Hayes weiterhin möglich war, wenn einige, noch nicht ausgezählte Bundesstaaten im Westen und im Süden an die Republikaner gingen. Telegramme mit entsprechenden Weisungen wurden daher an die Parteiführer vor Ort in Oregon, Nevada, South Carolina, Florida und Louisiana übermittelt. Am folgenden Tag berichteten einige Zeitungen von einem ungewissen Wahlausgang, andere verkündeten den Sieg Tildens. Am Abend des 8. November informierte William E. Chandler Hayes darüber, dass er vier der noch offenen Bundesstaaten gewonnen habe und somit trotz weniger Stimmen im Popular Vote im Electoral College einen Wahlmann mehr als Tilden habe, wodurch er gewählter Präsident der Vereinigten Staaten sei. Kurz darauf versammelte sich eine Menschenmenge vor seinem Haus in Columbus und feierte ihn; Hayes verwies in seiner Rede jedoch auf den noch unklaren Wahlausgang.

### Umstrittener Wahlausgang und Kompromiss von 1877
In den folgenden Tagen klärte sich die Frage nach dem Wahlausgang nicht. Alles hing an den Südstaaten Florida, Louisiana und South Carolina. Dort hatten Wahlleiterkomitees die Befugnis, fragwürdigen Auszählungsergebnissen die Anerkennung zu verweigern. Gleiches galt für Wahlresultate aus Countys, in denen Afroamerikaner oder frühere Anhänger der Union mit Gewalt von der Ausübung ihres Stimmrechts abgehalten worden waren. Beide Parteien entsandten daher Delegierte in die betreffenden Bundesstaaten, um dort die Arbeit der Komitees zu überwachen, wobei sich unter anderem Garfield und Sherman von der gewissenhaften Arbeit der Wahlleiter überzeugen konnten. In Louisiana strichen die Komitees die Ergebnisse einiger Parishes, in denen es offensichtlich war, dass Schwarze an der Wahl gehindert worden waren, so dass dieser Bundesstaat wie auch später Florida und South Carolina von den Demokraten an die Republikaner fiel. Hayes war danach davon überzeugt, dass er bei einer landesweit fairen Präsidentschaftswahl nicht nur die Mehrheit der Wahlmänner, sondern auch den Popular Vote gewonnen hätte. Dennoch untersagte er es den republikanischen Delegierten, Druck auf die Wahlleiter in den Südstaaten auszuüben, selbst wenn dies bedeutete, dass Tilden mittels Betrug und Gewalt in das Weiße Haus einziehen sollte.
Als am 6. Dezember die Abstimmung im Electoral College anstand, kamen aus Florida, Louisiana und South Carolina jeweils zwei Delegationen von Wahlmännern: eine republikanische auf Grundlage des Entscheids der Wahlleiterkomitees und eine demokratische auf Basis der Erstauszählung. Auch die Zusammensetzung der Delegation aus Oregon war umstritten. Der Kongress stand vor der schwierigen Aufgabe, zu entscheiden, welche der fraglichen Wahlmännerstimmen zählten. Dies wurde dadurch erschwert, dass die amerikanische Verfassung für einen solchen Fall wenig Hilfestellung bot und sich das demokratisch kontrollierte Repräsentantenhaus und der mehrheitlich republikanische Senat in einer Pattsituation gegenüberstanden.
Hayes, der nach wie vor an seinen Wahlsieg glaubte, reiste nicht nach Washington, sondern blieb in Ohio, um den Entscheid über das Wahlergebnis im Februar abzuwarten. Derweil wuchs die Unruhe in der Nation, Gerüchte über einen bewaffneten Konflikt und über Attentatspläne gegen Hayes machten die Runde. Im Januar schufen Senat und Repräsentantenhaus ein Wahlkomitee, das über das Ergebnis entscheiden sollte und nur von beiden Häusern gemeinsam überstimmt werden konnte. Es setzte sich aus jeweils sieben Demokraten und Republikanern aus Senat, Repräsentantenhaus und Obersten Gerichtshof zusammen. Als vermeintlich unabhängiges Gremienmitglied wurde Bundesrichter Joseph P. Bradley ausgewählt, der den Republikanern nahestand. Dennoch lehnten viele Republikaner sowie Hayes selbst diese Lösung ab, wobei er neben verfassungsrechtlichen Bedenken Vorbehalte gegen seinen innerparteilichen Gegner Conkling geltend machte, der Kommissionsmitglied war. Noch bevor dieser Ausschuss mit seiner Arbeit begann, führten Freunde von Hayes Gespräche mit einflussreichen Südstaatlern wie zum Beispiel Arthur St. Clair Colyar, um die Möglichkeiten für einen Kompromiss auszuloten. Hayes signalisierte, dass er in den Bereichen Bildung und Subvention von Infrastrukturprojekten zu Kompromissen bereit sei.

Offizielles, vom Kongressausschuss bestätigtes Wahlergebnis

Anfang Februar akzeptierte die Kommission die von den Wahlleitern gemeldeten Wahlergebnisse aus den umstrittenen Bundesstaaten, wobei die Stimme von Bradley den Ausschlag gab. Um zu verhindern, dass die Demokraten mit einem Filibuster im Senat die Amtseinführung verzögerten, trafen sich Ende Februar Delegationen der beiden Parteien in einem Hotel in Washington. Die Verhandlungen, in die Hayes wahrscheinlich nicht direkt verwickelt war, führten schließlich zum sogenannten Kompromiss von 1877. Dieser sah vor, dass die Republikaner in Louisiana die umstrittene Wahl von Francis T. Nicholls zum Gouverneur anerkannten und die Besatzung von Louisiana und South Carolina durch Bundestruppen beendeten. Im Gegenzug sicherten die Südstaaten-Demokraten zu, die Bürger- und Wahlrechte der Afroamerikaner zu respektieren, wenn der Bund sich in diese Angelegenheit nicht länger einmischte. Am Morgen des 2. März 1877 wurden schließlich im Senat die Voten der Wahlmänner ausgezählt und Hayes Sieg mit einer Stimme Vorsprung festgestellt. Dieser Ausgang blieb umstritten – Teile der demokratischen Presse bezeichneten ihn bis zum Ende der Amtszeit von Hayes als den „großen Betrug“ und zweifelten Hayes’ Legitimität als Präsident an.

### Präsident der Vereinigten Staaten (1877–1881)

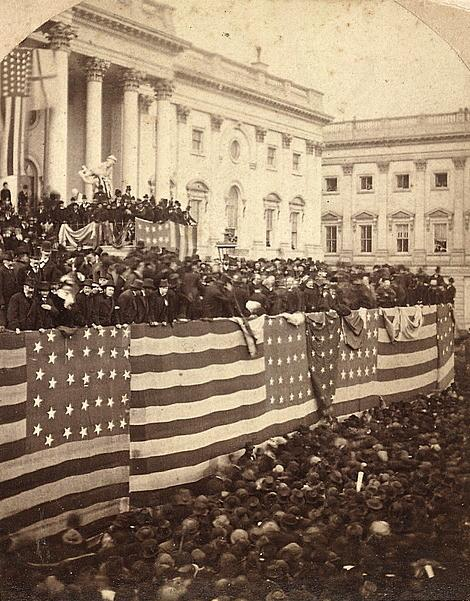
Öffentliche Amtseinführung von Hayes am 5. März 1877 vor dem Kapitol

Nach seinem Rücktritt als Gouverneur von Ohio traf Hayes am 2. März 1877 in der Hauptstadt ein und besuchte Grant im Weißen Haus. Um eine befürchtete Intervention der Demokraten zu verhindern, wurde Hayes auf Veranlassung Grants am 3. März 1877 im Weißen Hauses unter Ausschluss der Öffentlichkeit vom Obersten Richter Morrison R. Waite vereidigt. Erst zwei Tage später wurde die Vereidigung zum 19. Präsidenten in der Öffentlichkeit im Rahmen der Amtseinführung wiederholt, weil der 4. März ein Sonntag war. In der Antrittsrede wiederholte er im Wesentlichen die Punkte aus seiner Erklärung zur Annahme der Nominierung vom letzten Jahr. Hayes betonte die Bedeutung einer Befriedung in den Südstaaten und der rechtlichen Gleichstellung aller vor dem Gesetz. Neben einer Reform des Öffentlichen Dienstes sprach er sich für kostenlose Schulen und eine Fortführung der Hartgeldpolitik aus, nach der Papiergeld nur auf frei konvertierbarer Münzbasis akzeptabel sei.
Hayes plante seinen Tagesablauf im Weißen Haus inklusive der Gebets- und Gymnastikzeiten minuziös durch. So setzte er die Kabinettssitzungen auf dienstags und freitags für jeweils zwei Stunden fest. Er verbannte auf Betreiben seiner Frau, einer überzeugten Methodistin, neben Karten- und Billardspielen und Tanzen auch Alkohol aus dem Weißen Haus und wurde selbst ein Abstinenzler. Lucy Hayes wurde daraufhin zwar von der Woman’s Christian Temperance Union gefeiert aber von vielen als Lemonade Lucy verspottet. Ihrer allgemeinen Beliebtheit in der Bevölkerung tat dies jedoch keinen Abbruch. Als bleibendes Vermächtnis führte Lucy Hayes die Tradition des Ostereierkullerns im Garten des Weißen Hauses ein. Außerdem sorgte sie für eine Modernisierung der Inneneinrichtung, die unter anderem fließendes Wasser in den Badezimmern und ein Telefon sowie eine Schreibmaschine im Büro des Präsidenten umfasste, während Hayes Porträtbilder seiner Vorgänger aufkaufte und sie im Weißen Haus aufhängte. Das größte gesellschaftliche Ereignis im Weißen Haus während seiner Präsidentschaft war der silberne Hochzeitstag, den Hayes und seine Frau als erstes Präsidentenpaar dort feierten. Der Sommerhitze Washingtons entzog sich Hayes wie schon Buchanan und Lincoln abseits des Potomac-Tals in einem früheren Soldatenheim, dem heutigen President Lincoln and Soldiers’ Home National Monument.
Anfang 1878 flammte die Debatte um das Ergebnis der vergangenen Präsidentschaftswahlen wieder auf, als ein Wahlvorstand zu einer Haftstrafe verurteilt wurde, weil er die Stimmauszählung einiger Parishes nicht anerkannt hatte. Obwohl der oberste Gerichtshof von Louisiana das Urteil im März des gleichen Jahres kassierte, sah sich Hayes beschädigt. Noch schwerwiegender war der Vorstoß des demokratischen Repräsentanten Clarkson Nott Potter zwei Monate später. Seine vom Kongress verabschiedete Resolution führte zur Einrichtung eines Untersuchungsausschusses über betrügerische Machenschaften bei den Präsidentschaftswahlen in Louisiana und Florida. Gegenüber einem Bekannten äußerte Hayes in diesem Zusammenhang, dass er Tilden verhaften und hinrichten lassen werde, sollte er versuchen, ihn zu stürzen. Als ein Journalist der Philadelphia Times von diesem Gespräch berichtete, führte das zu einem Skandal. Die Potter-Kommission führte am Ende zu nichts, sondern schadete vielmehr den Demokraten: Als im Oktober bekannt wurde, dass ein Neffe Tildens versucht hatte, Wahlvorstände in den Südstaaten zu bestechen, erwähnte dies der Abschlussbericht der Kommission mit keinem Wort.
Bei den Halbzeitwahlen zum 45. Kongress konnten die Republikaner im Norden zwar Gewinne verbuchen, doch der Süden festigte sich als demokratischer Block, der sogenannte Solid South. Sowohl Repräsentantenhaus als auch Senat waren nun in demokratischer Hand. Dennoch äußerte Hayes Zufriedenheit über den Wahlausgang, weil er vor allem die Stärke der Republikaner im Norden im Fokus hatte. Besondere Erleichterung verspürte er über die Niederlage des als Demagogen berüchtigten Benjamin Butler, der für die Greenback Party als Gouverneur von Massachusetts kandidiert hatte. Obwohl die Demokraten nun die Mehrheit in beiden Häusern hatten, unternahmen sie keine weiteren Versuche, die Legitimität von Hayes infrage zu stellen.

#### Kabinettsauswahl und Spoilssystem

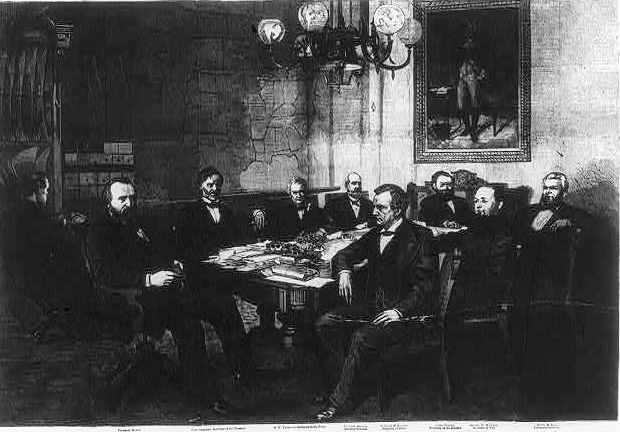
Präsident Hayes und sein Kabinett von links nach rechts am Tisch sitzend: Hayes, Finanzminister John Sherman, Marineminister Richard W. Thompson, United States Attorney General Charles Devens, Außenminister William M. Evarts, Innenminister Carl Schurz, Kriegsminister George Washington McCrary und Postminister David M. Key

Bei der Kabinettauswahl achtete Hayes darauf, keine Minister aus der Grant-Administration zu übernehmen. Ebenso wollte er keine Gegner vom Nominierungsparteitag oder Personen berufen, die ihm Parteigrößen auf Grundlage des Spoilssystems vorschlugen. Daher berücksichtigte er in seinem Kabinett vor allem Männer, die er als unabhängig wahrgenommen hatte sowie Freunde und Wahlkampfhelfer. So wurde William M. Evarts, der Johnson im Amtsenthebungsverfahren verteidigt hatte, Außenminister, während seine langjährigen Unterstützer und Freunde Sherman und Schurz, der zur Liberal Republican Party gewechselt war, das Finanz- beziehungsweise Innenministerium erhielten. George Washington McCrary, der eine wichtige Rolle bei der Schaffung des Wahlkomitees im Kongress gespielt hatte, wies Hayes das Kriegsministerium zu, und als Geste an Indianas Senator Morton, der auf dem Nominierungsparteitag durch seinen Rücktritt die Kandidatenkür von Hayes ermöglicht hatte, setzte er den aus Indiana stammenden Richard W. Thompson zum Leiter des Marine-Ressorts ein. Um den nationalen Frieden zu stärken, plante er mit Joseph E. Johnston einen der bedeutendsten Befehlshaber der Konföderierten in sein Kabinett zu holen. Gegen dieses Vorhaben erhob sich jedoch so viel Protest, dass Hayes davon Abstand nahm, und David M. Key, einen Oberstleutnant der Confederate States Army, zum Postminister ernannte. Insbesondere die Berufungen von Evarts und Schurz, die er später als Minister am meisten wertschätzte und die neben Sherman den größten Einfluss auf ihn ausübten, riefen bei vielen Republikanern im Kongress, darunter Conkling und Blaine, Widerspruch hervor. Dadurch trübte sich Hayes’ Verhältnis zum Kongress bereits zu Beginn der Präsidentschaft, und er war für die Verabschiedung dieser Personalien auf die Unterstützung von Südstaaten-Senatoren angewiesen.
Wegen seiner Ablehnung des Spoilssystems sah er von einer pauschalen Neubesetzung öffentlicher Ämter ab, sondern tat dies nur für freiwerdende Stellen. Eine davon ergab sich durch den Rücktritt von David Davis am Obersten Gerichtshof. Hayes schlug seinen Freund und Senator Matthews für diese Position vor, scheiterte damit jedoch im Senat. Dieser kreidete Matthews an, dass er vor dem Bürgerkrieg in einem Fall Anklage gegen einen Nordstaatler erhoben hatte, der Sklaven auf der Flucht geholfen hatte. Mehr Erfolg hatte Hayes im Oktober 1877, als er John Marshall Harlan mit Erfolg für den freien Richterposten im Supreme Court vorschlug. Dies stellte sich langfristig als seine beste Personalentscheidung dar, denn Harlan setzte sich in den über drei Jahrzehnten seiner Amtszeit für eine Stärkung der Bundesgewalt und Bürgerrechte sowie ein strengeres Vorgehen gegen die Monopole der Räuberbarone ein. Weitere von ihm vorgenommene Personalmaßnahmen waren unter anderem die Ernennung des afroamerikanischen Abolitionisten Frederick Douglass zum U. S. Marshal, James Russell Lowells zum Gesandten in Spanien, Bayard Taylors zum Gesandten im Deutschen Kaiserreich und Noyes’ zum Gesandten in Frankreich. Außerdem berief er John Hay, den früheren Privatsekretär von Lincoln, zum stellvertretenden Außenminister.

#### Südstaatenpolitik
Die größte Herausforderung für den neuen Präsidenten war die Frage nach den verbliebenen Bundestruppen in den Südstaaten, die in Louisiana und South Carolina standen. Sie hatten vor allem dem Schutz der republikanischen Landesregierungen gedient. In South Carolina und Louisiana war der Ausgang der Gouverneurswahlen von 1876 so umstritten, dass dort jeweils zwei konkurrierende Administrationen regierten, während die anderen Bundesstaaten bereits fest in demokratischer Hand waren. Noch im März 1877 bestellte Hayes daher den Republikaner Daniel Henry Chamberlain und den Demokraten Wade Hampton III. zu sich. Beide sahen sich als Sieger der umstrittenen Gouverneurswahlen in South Carolina vom letzten Jahr. Gegen das Versprechen Hamptons, die Bürger- und Wahlrechte der Afroamerikaner zu achten, und trotz der Warnungen Chamberlains sagte Hayes gemäß den Vereinbarungen des Kompromisses von 1877 einen Rückzug der Truppen vom South Carolina State House zu und besetzte außerdem ein Drittel aller Bundes-Dienstposten im Süden mit Demokraten. Dies führte dazu, dass viele Carpetbagger („Teppichtaschenträger“), das waren während der Reconstruction in den Süden gezogene Nordstaatler, ihre Stellung verloren. So waren es vor allem sie, die gemeinsam mit der Fraktion um Conkling den Präsidenten wegen dieser Personalpolitik angriffen. Chamberlain behielt mit seinem Pessimismus recht, denn bald nach der flächendeckenden Rückkehr der konservativen, sogenannten Bourbon-Demokraten an die Macht wurde die schwarze Bevölkerung durch Jim-Crow-Gesetze und Rassentrennung nach und nach ihrer Rechte beraubt, was einige Jahrzehnte später zur Great Migration („Große Wanderung“) in die Nordstaaten führte.
Eine ähnliche Situation mit zwei konkurrierenden Gouverneuren wie in South Carolina hatte sich in Louisiana entwickelt. Der Republikaner Stephen B. Packard konnte sich mit der von ihm kontrollierten State Legislature nur mit Hilfe von Bundestruppen gegen den Demokraten Nicholls halten. Hayes setzte eine Kommission ein, die den Kongress von Louisiana schließlich dazu brachte, Nicholls als Gouverneur anzuerkennen. Wie im Falle South Carolinas erwies sich in Louisiana die Zusage der Demokraten, die Bürgerrechte der Afroamerikaner zu achten, ebenfalls als trügerisch. Am 24. April zog schließlich der letzte Unionssoldat aus den Südstaaten ab. Hayes Zufriedenheit über das friedliche Ende der Reconstruction wich bald Enttäuschung und Ernüchterung über die Lage der Schwarzen in den Südstaaten, wenngleich er sich auf zwei Reisen durch die Südstaaten im Herbst 1877 noch optimistisch hinsichtlich ihrer zukünftigen Situation zeigte. Bis Dezember 1878 hatte sich dies jedoch geändert, denn in seiner zweiten und im Jahr darauf dritten State of the Union Address („Ansprache zur Lage der Union“) thematisierte er die gebrochenen Versprechen vieler Südstaaten in dieser Frage und betonte seine Bereitschaft zur Durchsetzung des 14. und 15. Zusatzartikels.
Sein Vorgehen in South Carolina und Louisiana stellte eine seiner umstrittensten Regierungsmaßnahmen dar. Laut dem Historiker James Ford Rhodes verlor Hayes durch diese liberale und versöhnliche Haltung binnen sechs Wochen nach Amtseinführung den Rückhalt seiner Partei. Zwar lobten einige Republikaner wie der Schriftsteller und Politiker Richard Henry Dana, Jr. die Südstaatenpolitik des Präsidenten, aber große Teile der Republikaner im Kongress reagierten empört auf den Rückzug und den vermeintlichen Verrat an Chamberlain und Packard. Zu diesen gehörte auch Wade, der im Jahr zuvor noch Hayes Nominierung auf dem Parteitag vorangetrieben hatte. Die Mehrheit der gemäßigten republikanischen Zeitungen hingegen begrüßten das Ende der Reconstruction und sahen somit den Konflikt mit den Südstaaten als endgültig gelöst. Hayes’ Biograph Hans L. Trefousse macht jedoch geltend, dass bereits Grant entschieden habe, die umstrittenen republikanischen Administrationen in Louisiana und South Carolina nicht mehr zu unterstützen. Außerdem sei die öffentliche Meinung im Norden gegen eine Fortführung des Militärregimes in diesen Bundesstaaten gewesen. Hayes habe so aus einer schwachen Verhandlungsposition heraus noch das Beste herausgeholt, wenngleich sein Glaube an die Versprechen der Demokraten bezüglich der afroamerikanischen Bürgerrechte naiv erscheine.

#### Verwaltungsreform

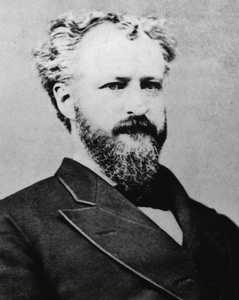
Conkling, Hayes’ größter Parteirivale

Ab Mitte April 1877 engagierte sich Hayes für eine Verwaltungsreform. Bereits im Monat zuvor hatte er Innenminister Schurz und Finanzminister Evarts damit beauftragt, Regeln für die Personalauswahl im öffentlichen Dienst zu entwickeln. Das Spoilssystem hatte mittlerweile so ein Eigenleben entwickelt, dass es das verfassungsgemäße Recht des Präsidenten zur Ämterbesetzung untergrub und diese Vollmacht praktisch bei den Senatoren lag. Mit diesen Reformbemühungen entfremdete Hayes sich noch weiter von seiner Partei. Eine von Sherman eingerichtete Kommission legte offen, dass das Zollamt in New York City, das vom späteren Präsidenten Chester A. Arthur geleitet wurde, völlig unter der Kontrolle von Conklings Parteimaschinerie stand. Hayes untersagte als Reaktion darauf im Juni 1877 allen Bundesbeamten, an der Organisation von Parteien, politischen Versammlungen und Wahlkämpfen mitzuwirken. Vor allem Schurz setzte diese Vorgabe in seinem Ressort durch, während der Parteivorsitzende der Republikaner von New York, Alonzo B. Cornell, sich weigerte, seinen Posten in der Zollstelle des New Yorker Hafens aufzugeben. Selbst als Hayes Arthur und Cornell explizit zum Rücktritt aufforderte, um an dieser besonders stark unter Ämterpatronage leidenden Behörde ein Exempel zu statuieren, blieben sie auf ihren Posten. Er ließ es daher auf die Kraftprobe mit Conkling ankommen, nominierte ihre Nachfolger, darunter mit Theodore Roosevelt den Vater des späteren Präsidenten Theodore Roosevelt, Jr. und brachte die Sache vor den Senat.
Im September musste der Parteiflügel um Hayes auf den Parteitagen in New York und Ohio Niederlagen gegen die Parteimaschinerie um Conkling hinnehmen. So wurde eine Resolution zur Unterstützung des Präsidenten abgelehnt und das Recht von Beamten bekräftigt, sich in der Politik zu engagieren. Als Mitte Oktober der 45. Kongress der Vereinigten Staaten mit der ersten Sitzungsperiode begann, bewilligte er zwar die von Hayes gewünschte Teilnahme der Vereinigten Staaten an der Pariser Weltausstellung und an einem internationalen Gefängnis-Kongress in Schweden-Norwegen, aber das Repräsentantenhaus wählte entgegen anderslautender Zusagen an Garfield mit Samuel J. Randall einen Demokraten zum Sprecher des Repräsentantenhauses. Außerdem widerrief der Kongress mit Zustimmung einiger Republikaner zum Unmut des Weißen Hauses den Specie Payment Resumption Act („Gesetz zur Wiedereinführung von Münzgeld“) von 1875, der die Rückkehr zum Goldstandard und ein Ende der inflationären Geldpolitik festgesetzt hatte, und führte wieder Silbermünzen als Zahlungsmittel ein. Ein republikanischer Caucus führte den Präsidenten vor, indem es ein Komitee vorschlug, dass Hayes auf Fehler in seiner Regierungsführung aufmerksam machen sollte.
Obwohl der Präsident in der Bevölkerung weiterhin populär war, er im Süden für das Ende der Besatzungsregimes gepriesen wurde und seine erste State of the Union Address vom 3. Dezember 1877 von vielen Seiten mit Beifall bedacht wurde, setzte der Kongress unbeirrt seinen Konfrontationskurs fort. So blockierte er die von Hayes nominierten Nachfolger für Cornell und Arthur und verabschiedete im Februar 1878 den Silver Bill („Silber-Gesetz“) beziehungsweise Bland-Allison Act. Dieses Gesetz brachte Silbermünzen in Umlauf, deren Materialwert niedriger war als ihr Nennwert. Das präsidiale Veto überstimmte der Kongress noch am gleichen Tag. Es blieb das einzige der 13 Vetos von Hayes, das scheiterte. Die Entfremdung der Partei von ihrem Präsidenten verdeutlichte ein Manifest des Republikaners William E. Chandler aus New Hampshire, der den Kompromiss von 1877 als einen gewissenlosen Handel brandmarkte, mit dem Hayes sich den Einzug in das Weiße Haus gesichert habe. Allerdings distanzierte sich die State Legislature von ihrem Landeskind und sicherte Hayes ihre Unterstützung zu. Im Januar 1878 wurden sogar Gerüchte von einem möglichen Impeachment gegen den Präsidenten laut.

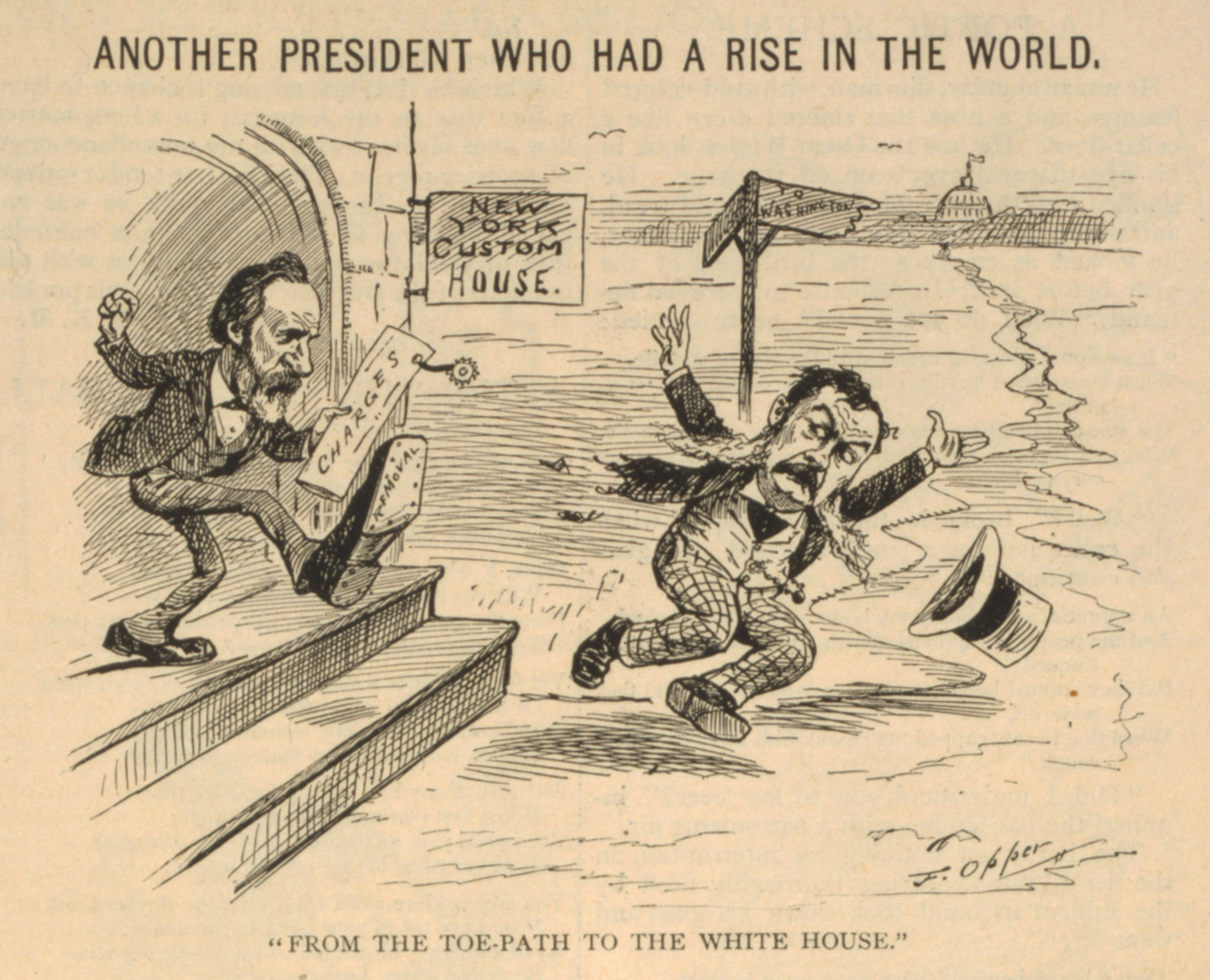
Eine Karikatur aus dem Puck zeigt Hayes, wie er Arthur mit einem Fußtritt aus der New Yorker Zollbehörde wirft.

Nachdem sich der Kongress im Juni 1878 in die Sitzungspause verabschiedet hatte, entließ Hayes unter Beachtung des Tenure of Office Acts Cornell und Arthur. Auch dieses Mal brauchte er für die nominierten Nachfolger die Zustimmung des Kongresses und musste mit der erbitterten Opposition Conklings rechnen, der den Präsidenten mittlerweile als „Rutherfraud“ (Fraud bedeutet übersetzt „Betrug“ oder „Betrüger“) verhöhnte. Hayes übermittelte dem Senat eine Botschaft, in der er auf die New Yorker Parteimaschinerie hinwies, welche die Posten in der Zollbehörde kontrollierte. So werde eine Besetzung der Ämter mit dazu befähigtem Personal verhindert und letztendlich die Geschäftstüchtigkeit der Behörde beeinträchtigt. Im Februar 1879 folgte der Senat mehrheitlich der Argumentation des Präsidenten und bestätigte die Personalie. Dies stellte einen der größten Triumphe der Amtszeit von Hayes dar, zumal sich in der Folge die New Yorker Zollbehörde durch größere Effizienz und ein besseres Management auszeichnete. Kurz zuvor hatte er bereits einen politischen Erfolg verzeichnen können, weil die von ihm forcierte Wiedereinführung des Münzgelds am 1. Januar nicht zum befürchteten Ansturm auf die Banken geführt hatte. Von den knapp 350 Millionen US-Dollar, die als Greenbacks in Umlauf waren, wurden lediglich 130.000 US-Dollar von ihren Besitzern gegen Münzen getauscht. In der zweiten Hälfte seiner Präsidentschaft verbesserte sich Hayes’ Verhältnis zu den Republikanern wieder. Gelegentlich musste er Kritik aus dem Senat einstecken, weil er selbst Freunde und politische Verbündete in Ämter hievte. Im Falle des Sohns von Morton, den Hayes in der Zollbehörde von San Francisco platzieren wollte, verweigerte der Senat die Zustimmung.

#### Konflikt um die Zuweisung der Bundesmittel

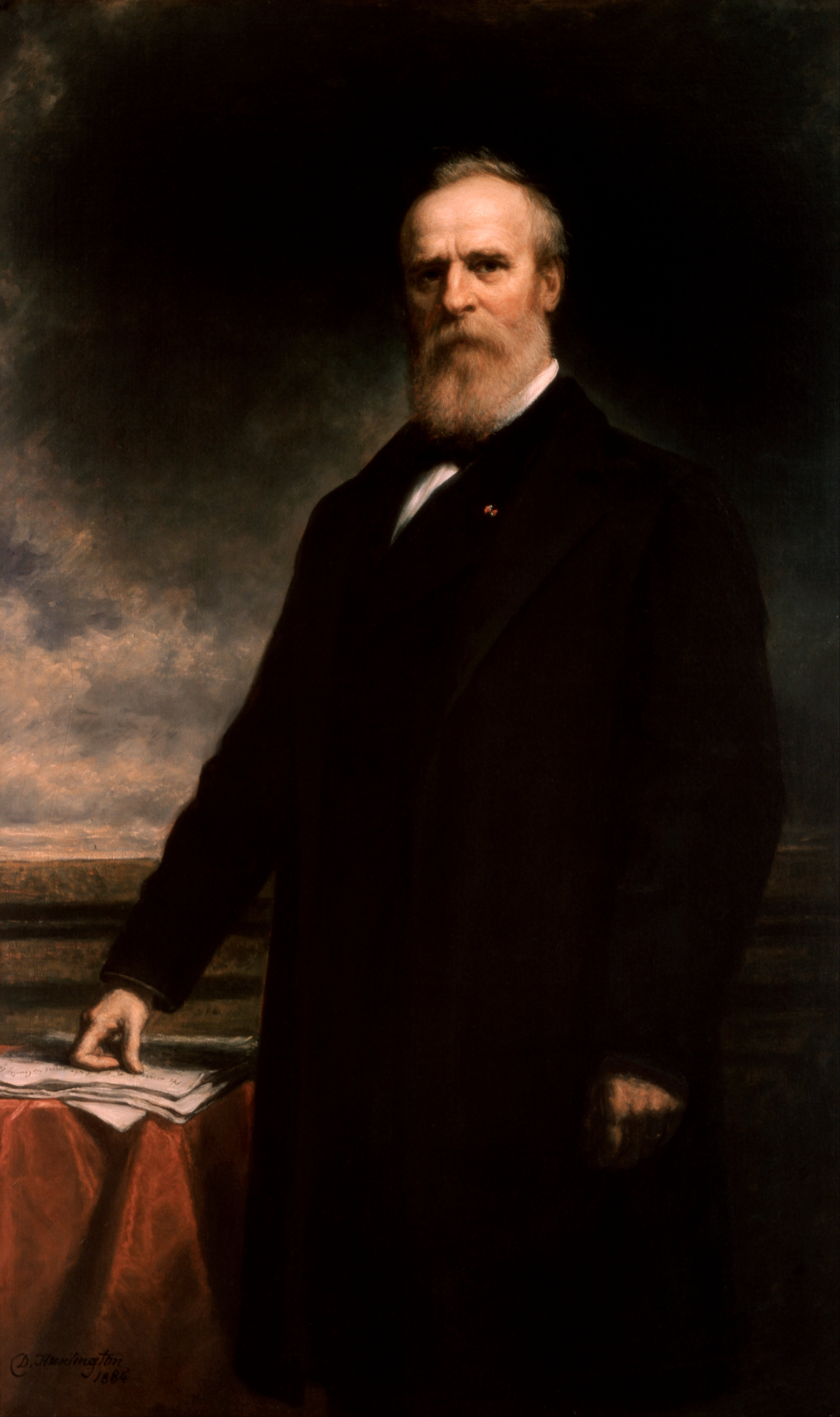
Offizielles Porträt im Weißen Haus (Daniel Huntington, 1884)

Die Demokraten blockierten im 45. Kongress die Zuweisung von Haushaltsmitteln durch die Verabschiedung von Zusatzklauseln im Repräsentantenhaus. Damit wollten sie die gesetzliche Durchsetzung des 13., 14. und 15. Zusatzartikels verhindern. Nachdem sie bei den Halbzeitwahlen 1878 auch den Senat gewonnen hatten, konnte sie nur noch Hayes in ihrem Vorhaben aufhalten. Er berief im März 1879 den 46. Kongress zu einer Sondersitzung, um die ausstehende Zuweisung der Bundesmittel für Legislative, Exekutive und Judikative abzuschließen. Als der Kongress den Haushalt für die Streitkräfte unter den Vorbehalt stellte, dass Bundestruppen kein Recht mehr zur Sicherung von Wahlen eingeräumt wurde, legte er sein Veto ein, das die Abstimmung in beiden Häusern überstand. Im Mai blockierte Hayes mit Erfolg ein Gesetz, das dem Militär explizit jegliche Intervention in den Wahlprozess untersagte. In den nächsten Wochen folgten weitere Zusatzklauseln, die den United States Marshals Service und andere Bundesbehörden von der Wahlaufsicht ausschließen sollten. Keiner dieser Vorstöße des Kongresses überstand das präsidiale Veto.
Als sich die beiden Häuser im Juli 1879 vertagten, hatte Hayes stark an Ansehen gewonnen und das Verhältnis zu seiner Partei deutlich verbessert. Viele Republikaner und politische Beobachter bedauerten nun, dass er für keine zweite Amtszeit kandidieren wollte. Hayes bekräftigte diesen Entschluss während seiner Reden auf einer spätsommerlichen Rundreise, die ihn bis nach Kansas und Fort Leavenworth führte, wo er General Pope traf. Weitere Stationen auf dieser Reise waren das frühere Wohnhaus von Lincoln in Springfield, die heutige Lincoln Home National Historic Site, sowie das Grab seines berühmten Amtsvorgängers. Bei den Wahlen in den Bundesstaaten im Herbst 1879 schnitten die Republikaner gut ab, was allgemein als eine Bestätigung der Vetopolitik des Präsidenten angesehen wurde. Besonders erfreut war Hayes über den Sieg von Charles Foster bei den Gouverneurswahlen in Ohio. In New York wurde zwar Cornell zum Gouverneur gewählt, aber mit Lucius Robinson besiegte er einen Protegé Conklings. Trotz des Misserfolgs bei den Wahlen im Herbst 1879 setzten die Demokraten ihre Blockade der Bundesmittelzuweisungen mit Zusatzklauseln im Mai und Juni 1880 fort. Ihre Absicht blieb, Bundesbehörden von den Wahlen in den Bundesstaaten fernzuhalten. Wie 1879 verhinderte Hayes mit seinem Veto dieses Unterfangen.

#### Arbeitskämpfe

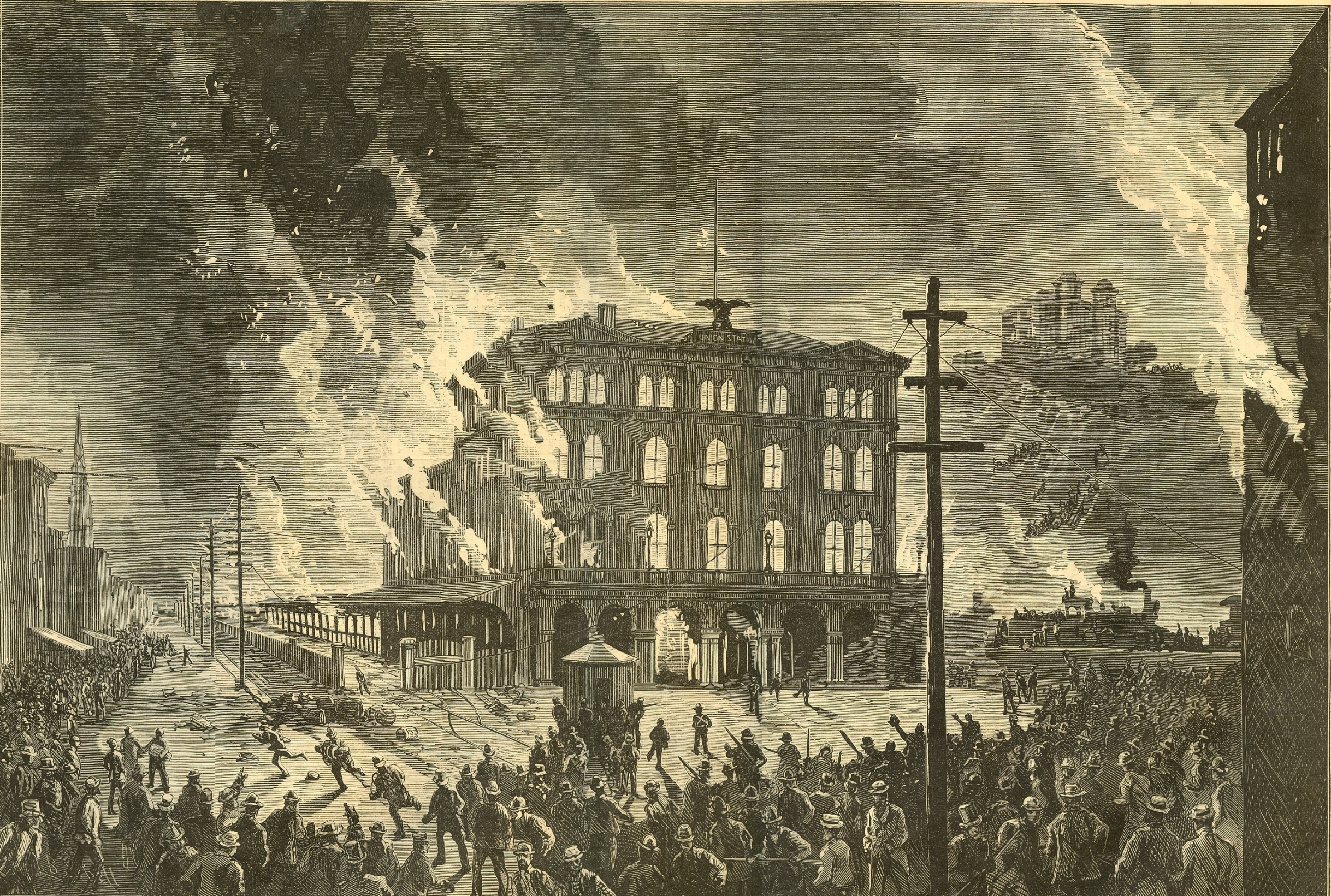
Brand eines Bahngebäudes in Pittsburgh am 21. Juli 1877 im Zuge von Kämpfen zwischen Nationalgarde und Streikenden

Ab dem Juni 1877 kam es in 14 Bundesstaaten zu Eisenbahnerstreiks an den wichtigsten Strecken. Dieser als Großer Eisenbahnstreik von 1877 bekannte Arbeitskampf war der größte seiner Art in der amerikanischen Geschichte. Die Streikenden legten aus Protest gegen fortgesetzte, rezessionsbedingte Lohnkürzungen in Höhe von bis zu 10 % ihre Arbeit nieder. Gemeinsam mit Bergarbeitern, die sich mit ihnen solidarisierten, besetzten sie Bahnhöfe und Lokomotiven. Auf dem Höhepunkt des Arbeitskampfes kontrollierten mehr als 100.000 Streikende knapp 10.000 Kilometer Eisenbahnstrecken. In Pittsburgh, Chicago, St. Louis und anderen Städten brachen zwischen den Arbeitern und den Milizen der Bundesstaaten so schwere Kämpfe aus, dass neun Gouverneure Mitte Juli um Unterstützung durch Truppen des Bundes baten. Diese wurden erstmals in ihrer Geschichte gegen Streikende eingesetzt und konnte die Situation ohne Blutvergießen beruhigen, auch weil sie keine Streikbrecher unterstützten. Die öffentliche Meinung sympathisierte überwiegend mit der Sache der Arbeiter und einige Pressestimmen kritisierten Hayes für sein Eingreifen. Bis Ende Juli setzten die Eigentümer der Eisenbahngesellschaften ein Ende des Streiks durch, ohne irgendwelche Konzessionen zu machen. Der Präsident ergriff daraufhin für die Arbeiter Partei und betonte, er habe die Bundestruppen eingesetzt, um die Gewalt zu beenden und nicht um die Unternehmer zu unterstützen.

#### Indianerpolitik
In der Indianerpolitik versuchte Hayes, die indigenen Völker gerechter zu behandeln als frühere Administrationen und die jahrhundertelangen Kämpfe zu beenden. Die Verantwortung für dieses Feld übertrug er Schurz, der eine Übernahme des Bureau of Indian Affairs („Amt für indianische Angelegenheiten“) durch das Kriegsministerium und somit weiter ausufernde militärische Gewalt gegen die Ureinwohner verhinderte. Hayes und Schurz glaubten wie viele reformorientierte Politiker dieser Zeit, dass die Indianer ihre Lebensweise an die der Weißen anpassen müssten, um ihre Integration in die Gesellschaft der Vereinigten Staaten zu ermöglichen. Es gab daher Versuche, ihnen Flächen zur landwirtschaftlichen Nutzung zur Verfügung zu stellen. Dennoch konnte Schurz den Ausbruch einiger Indianerkriege nicht verhindern. So wehrten sich 1877 die Nez Percé unter Chief Joseph gegen ihre Umsiedlung. Der Nez-Percé-Krieg endete mit ihrer Niederlage nahe der kanadischen Grenze gegen General Oliver Otis Howard. Weitere Konflikte entstanden mit den Bannock und den Nördlichen Cheyenne.
Im September 1879 erhoben sich die Ute, töteten einen Beamten des Bureau of Indian Affairs und nahmen dessen Frau und Kinder als Geiseln. In Verhandlungen mit Häuptling Ouray konnte Schurz die Situation gewaltfrei lösen. Als immer mehr weiße Siedler in das Indianerterritorium, das heutige Oklahoma, vordrangen, versuchte Hayes dem durch mehrere Proklamationen einen Riegel vorzuschieben. Zum Ende seiner Amtszeit wurde vor allem die Behandlung der Ponca zum Problem. Wegen einer fehlerhaften Landzuweisung an die Sioux waren diese auf einem zweiten Pfad der Tränen aus ihrem Siedlungsgebiet in das Indianerterritorium deportiert worden. Unter der Führung von Standing Bear versuchten einige von ihnen, in ihre Heimat zurückzukehren, aber wurden von der Armee in Haft genommen. Auch als sie auf Initiative von reformorientierten Politikern auf freien Fuß gesetzt wurden, blockierte Schurz ihre Heimkehr. Hayes setzte eine Untersuchungskommission ein, die einen Kompromissvorschlag erarbeitete, laut dem die Poncas zu entschädigen und ihnen der Rückweg nach Nebraska zu ermöglichen sei. Als der Präsident diese von ihm unterstützte Empfehlung dem Kongress präsentierte, beendete er seine Rede mit einer Entschuldigung bei den Poncas und übernahm für das ihnen zugefügte Unrecht die Verantwortung.

#### Einwanderungspolitik
Aufgrund der starken fremdenfeindlichen Stimmung gegen Sinoamerikaner insbesondere in den Großstädten an der Westküste, wo sie wegen ihrer niedrigen Löhne von vielen als Konkurrenz gesehen wurden, verabschiedete der Kongress ein restriktives Zuwanderungsgesetz. Weil diese Resolution gegen den Geist des Burlingame Treaty („Burlingame-Abkommen“) mit dem Kaiserreich China verstieß, der für die Einwanderung das Meistbegünstigungsprinzip vorsah, verhinderte sie Hayes Anfang 1879 mit einem Veto. Trotz des auf ihn ausgeübten Drucks machte er geltend, dass für einen Vertragsbruch keine hinreichenden Gründe vorlagen. Außerdem warnte Hayes vor den möglichen negativen Folgen dieser scharfen Gesetzgebung für amerikanische Geschäftsleute und Missionare in China. Außerhalb des amerikanischen Westens erhielt Hayes für dieses Vorgehen viel Lob. Der Präsident richtete unter der Leitung von James Burrill Angell eine Kommission ein, die einen neuen Handelsvertrag mit Peking aushandelte. Der neue Vertragstext von November 1880 erlaubte den Vereinigten Staaten, die chinesische Zuwanderung zu begrenzen, was dem Chinese Exclusion Act von 1882 die Bahn bereitete.

#### Außenpolitik
In Folge der gewaltsamen Machtübernahme von Porfirio Díaz in Mexiko, den Hayes nicht als legitimen Präsidenten anerkannte, breitete sich Sorge um die Sicherheit im Grenzgebiet aus. Nachdem McCrary General Edward Otho Cresap Ord erlaubte, marodierende Banden bis nach Mexiko hinein zu verfolgen, wurde Hayes vorgeworfen, dass er einen Krieg vom Zaun brechen wollte. Durch Verhandlungen beruhigte sich die Situation an der Grenze und im Frühjahr 1878 erkannte Washington Díaz als mexikanischen Präsidenten an. Im November 1878 schlichtete Hayes den Grenzdisput zwischen Argentinien und Paraguay nach dem Tripel-Allianz-Krieg. Dabei sprach er das Gebiet zwischen Río Verde und Río Pilcomayo Paraguay zu. Aus Dankbarkeit benannte Asunción ein Departamento, das Departamento Presidente Hayes, sowie dessen Hauptstadt Villa Hayes nach dem amerikanischen Präsidenten. Außerdem veranlasste Hayes die Auszahlung der letzten offenen Beträge aus dem Schiedsspruch zur Alabamafrage an das Vereinigte Königreich und etablierte insgesamt gute Beziehungen zu allen europäischen Großmächten.
In Hayes’ zweiter Amtshälfte stand außenpolitisch die Kanalfrage in Mittelamerika im Fokus, weil mit dem Franzosen Ferdinand de Lesseps der Erbauer des Sueskanals in der Region ein Unternehmen gegründet hatte, das die Verbindung von Karibischem Meer und Pazifik über einen Wasserstraße zum Ziel hatte. Der Präsident sah dies als eine europäische Einmischung in die westliche Hemisphäre und dementsprechend als eine Verletzung der Monroe-Doktrin. Im Januar 1880 beorderte er zwei Kriegsschiffe an den Isthmus von Panama. Mit dem Kabinett war er sich einig, dass ein transozeanischer Kanal in Mittelamerika in jedem Fall unter Kontrolle der Vereinigten Staaten zu stehen habe. De Lesseps berief daraufhin einige Amerikaner in den Unternehmensvorstand und bot dem Marineminister Thompson den Vorsitz an. Zur Verärgerung von Hayes nahm dieser das Angebot an und wurde in der Folge vom Präsidenten zum Rücktritt aus dem Kabinett aufgefordert. Zu Thompsons Nachfolger ernannte der Präsident Anfang 1881 Nathan Goff.
Der amerikanische Schiffsbauer William Henry Webb hatte sich in den 1870er Jahren in Washington für Samoa als wichtigen Hafen für eine geplante Linie zwischen San Francisco und Australien starkgemacht und von Grant in beschränktem Umfang Unterstützung erhalten. Eine Anfrage Samoas, das eine Annexion durch das Vereinigte Königreich fürchtete, nach Protektion durch die Vereinigten Staaten lehnte Hayes Ende 1877 ab. Jedoch wurde im Januar 1878 ein bilateraler Freundschafts- und Handelsvertrag geschlossen, der die Erlaubnis zum Bau eines Stützpunktes für die United States Navy in Pago Pago beinhaltete. Im folgenden Jahr entsandte Hayes die USS Lackawanna, um Vermessungen durchzuführen und die Vertragsbedingungen zu überwachen. In Partnerschaft mit dem Deutschen Kaiserreich und Großbritannien wurde ein loses Drei-Mächte-Protektorat über die Inselgruppe gebildet.

#### Der Fall Johnson Chesnut Whittaker
Johnson Chesnut Whittaker war der erste afroamerikanische Rekrut, der an der Militärakademie West Point aufgenommen worden war. Hier wurde er von den anderen Soldaten mit Duldung des Schuldirektors General John McAllister Schofield schikaniert und geächtet. Am 5. April 1880 wurde er nachts attackiert, verstümmelt und am Morgen gefesselt aufgefunden. Die Führung West Points schenkte seiner Aussage keinen Glauben und warf ihm vor, die Situation gestellt zu haben. Der Vorfall erfuhr große Aufmerksamkeit in der Presse. Hayes und sein Kabinett stellten im folgenden Militärtribunal Whittaker den ehemaligen Kongressabgeordneten Martin I. Townsend als Verteidiger. Dennoch sprachen die Militärrichter Whittaker Ende Mai 1880 schuldig. Der Präsident sah die Verantwortung für das Mobbing gegen Whittaker weniger bei den Kadetten als bei der Institution an sich und ersetzte Schofield im Dezember 1880 durch General Oliver Otis Howard. Auf dessen Empfehlung hin ordnete Hayes eine erneute Untersuchung des Falls an und sorgte dafür, dass eine Mehrheit im Tribunal nicht aus West-Point-Absolventen bestand. Er hatte das Weiße Haus schon verlassen, als das Militärgericht Whittaker im Frühling 1881 erneut für schuldig befand.

### Präsidentschaftswahlen 1880

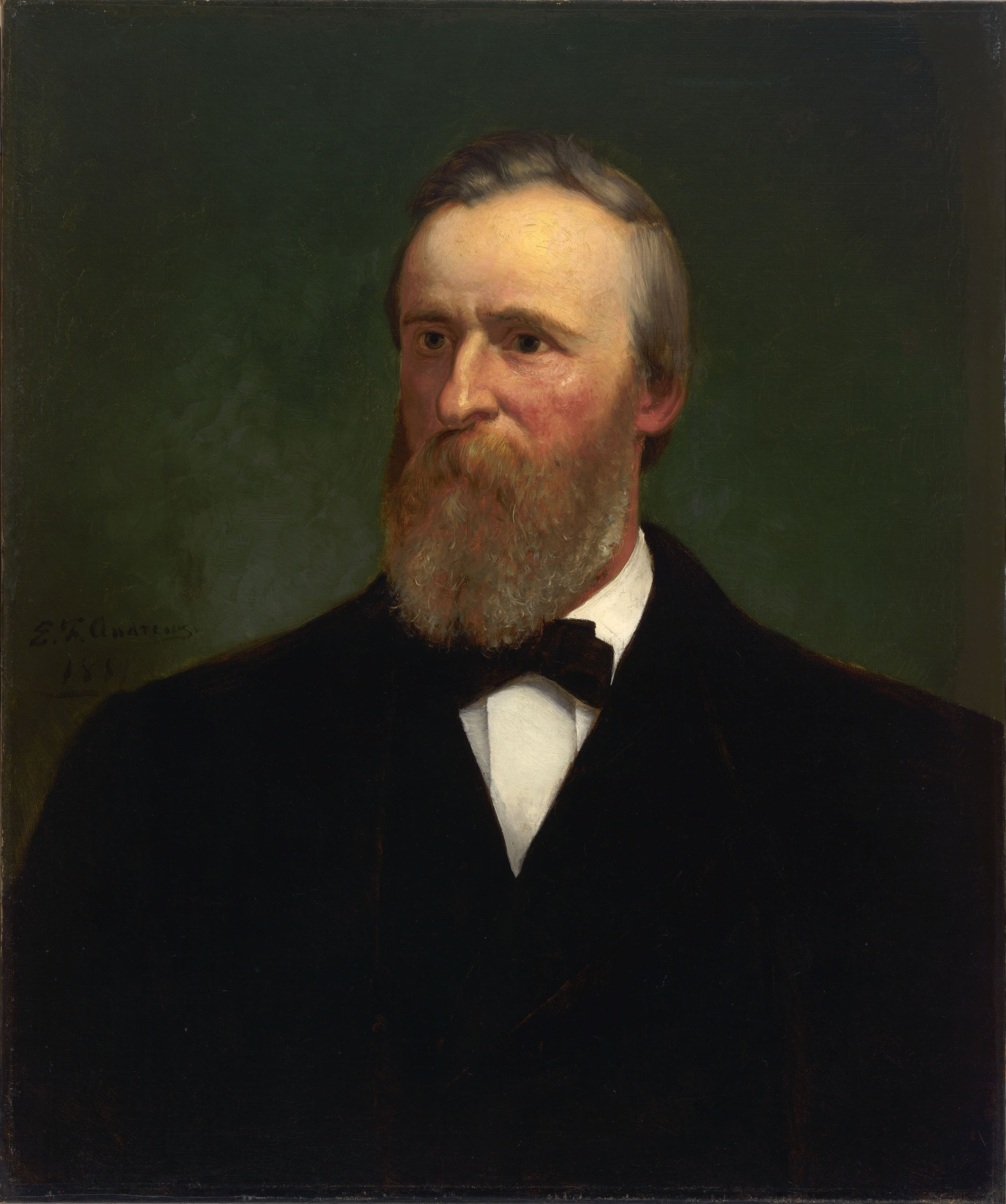
Hayes auf einem Gemälde von Eliphalet Frazer Andrews (1881)

Wie angekündigt, trat Hayes nicht für eine zweite Amtszeit an, sondern unterstützte die Kandidatur von Finanzminister Sherman. Auf der National Convention im Juni 1880 in Chicago galt Ex-Präsident Grant als Favorit, der vom Parteiflügel um Conkling protegiert wurde. Letztendlich vereinigten sich die Gegner Grants hinter dem Außenseiter Garfield und bereiteten somit dessen Präsidentschaftskandidatur den Boden. Um die Fraktion Conklings zu beschwichtigen, wurde Arthur als Running Mate nominiert. Obwohl Sherman keinen Erfolg hatte, war Hayes mit dem Ausgang zufrieden, denn zum einen wurde auf dem Parteitag die Politik seiner Administration gebilligt, zum anderen hatte der Conkling-Flügel eine Niederlage einstecken müssen. Gleichfalls mit Genugtuung nahm er zur Kenntnis, dass bei den Demokraten Tilden auf dem Nominierungsparteitag scheiterte und stattdessen General Winfield Scott Hancock der Gegenkandidat von Garfield wurde.
Während der Endphase des Wahlkampfes befand sich Hayes auf einer seiner vielen Reisen. Diese Tour stellte die weiteste seiner Amtszeit dar und führte ihn als ersten Präsidenten überhaupt an die Westküste der Vereinigten Staaten. Stationen waren unter anderem San Francisco, Portland, Seattle und Sacramento. Als er von dieser Unternehmung zurückkehrte, war die Wahl bereits gelaufen. Dieses Mal war der Wahlausgang unumstritten und Garfield hatte beim Popular Vote und bei den Wahlmännern die Nase vorn. Viele Beobachter sahen in diesem Erfolg der Republikaner eine Bestätigung der von Hayes verfolgten Politik. Hayes stand in engem Kontakt zu seinem Nachfolger und sie kooperierten so viel wie möglich, zum Beispiel in Personalfragen, um einen bruchfreien Machttransfer zu ermöglichen. So setzte Garfield als Präsident die Berufung von Matthews an den Obersten Gerichtshof durch, woran Hayes noch gescheitert war, weil der Senat seinem Freund die Anwaltstätigkeit für große Eisenbahnunternehmen vorgeworfen hatte. Zu einer Aufrechterhaltung des Alkoholverbots im Weißen Haus konnte Hayes seinen Nachfolger jedoch nicht bewegen. Im Dezember 1880 nominierte Hayes noch als eine letzte wichtige Personalentscheidung William Burnham Woods für den Obersten Gerichtshof. Er kam dabei der allgemeinen Stimmung nach, dass ein Richter aus den Südstaaten an den Supreme Court berufen werden sollte, denn Woods war ein Carpetbagger aus Alabama. In einem Interview mit The New York Times wenige Tage vor der Amtsübergabe stellte er als die drei größten Leistungen seiner Präsidentschaft das Ende der Besatzung der Südstaaten, die Verwaltungsreform und die Wiedereinführung des Münzgelds heraus.

### Elder Statesman

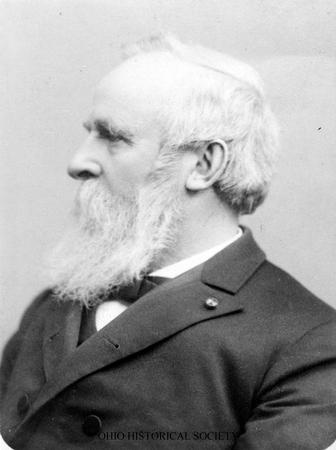
Hayes (1886)

Unmittelbar nach der Amtseinführung seines Nachfolgers machte sich Hayes mit seiner Familie auf den Weg nach Spiegel Grove. Nahe Baltimore hatte ihr Zug einen Unfall, bei dem drei Menschen starben und mehrere verletzt wurden. Hayes seine Familie blieben unverletzt und leisteten Erste Hilfe. 
Beruflich engagierte sich Hayes nun im Immobiliengeschäft und als Direktor der First National Bank von Fremont. Außerdem war er Treuhänder beziehungsweise Vorstandsmitglied bei mehreren Bildungseinrichtungen und Stiftungen wie zum Beispiel der Case Western Reserve University, der Ohio Wesleyan University und Peabody Foundation. Während seines Ruhestands erweiterte er Spiegel Grove und modernisierte die Einrichtung. Ein wichtiges Anliegen war Hayes seine Bibliothek, die am Ende mehr als 5.000 Bücher umfasste. Er blieb der Politik verbunden und korrespondierte regelmäßig mit seinem Nachfolger, dessen Politik er größtenteils guthieß. Als Garfield gleich nach Amtsantritt eine Ermittlung im Star-Route-Skandal einleitete, die betrügerische Machenschaften im United States Postal Service während der Hayes-Administration zum Inhalt hatte, sah Hayes sich kurzzeitig durch seine früheren Gegner einer Diffamierungskampagne ausgesetzt, gegen die er sich energisch zur Wehr setzte. Der Kongressausschuss stellte jedoch bald fest, dass Hayes in keiner Form in diese Affäre verwickelt war.
Nach dem Mordanschlag auf Garfield im Juli 1881 war Hayes besorgt um die Einheit der Partei, weil mit Vizepräsident Arthur ein Mann Conklings zur Nachfolge anstand. Er besuchte die Beerdigungszeremonien für seinen Nachfolger in Washington und später in Cincinnati. Obwohl er sich später mit Arthurs Amtsführung zufrieden zeigte, der unter anderem das von Pendleton initiierte Verwaltungsreformgesetz von 1883 in Kraft setzte, sah er die Zukunft der Republikaner durch den Tod Garfields für lange Zeit immer noch als unsicher an. Außer Bildung, die seiner Meinung nach mehr praktisch, also am späteren Berufsleben orientiert, sein sollte, und Erziehung umfasste sein Engagement als elder statesman die Bürgerrechte für Afroamerikaner, die gerechtere Verteilung des Wohlstands und die Reform von Verwaltung und Gefängnissystem. Entsprechend trat Hayes immer mehr Organisationen bei, wobei er die Arbeit und Zusammenkünfte der Veteranenverbände aus dem Bürgerkrieg am meisten schätzte. Über die Tätigkeit im Slater Fund, der die Ausbildung von Schwarzen in den Südstaaten unterstützte, wurde er ein persönlicher Förderer von W.E.B. Du Bois. Hayes war davon überzeugt, dass sich die prekäre bürgerrechtliche Lage der Schwarzen im Süden vor allem dadurch verbessern ließ, dass sie eine bessere Ausbildung erhielten. Sein aufrichtiges Interesse an ihrer Sache zeigte sich, als er 1883 Harlan zu seinem Minderheitenvotum am Obersten Gerichtshof gratulierte, mit dem dieser sich gegen die Aufhebung des Civil Rights Act of 1875 („Bürgerrechtsgesetz von 1875“) durch seine Amtskollegen ausgesprochen hatte. Neben all diesen Projekten ging Hayes ausgiebig seiner Leidenschaft für das Reisen nach und setzte seine Ahnenforschung fort. Sein generelles Interesse an Geschichte führte dazu, dass er der American Historical Association unmittelbar nach ihrer Gründung im Jahr 1884 beitrat.
Hayes’ Einsatz für mehr soziale Gerechtigkeit sticht hervor, weil im Gilded Age der Laissez-faire-Liberalismus das dominierende wirtschaftspolitische Leitbild war und einige extreme Vertreter sogar das evolutionstheoretische Prinzip vom Survival of the Fittest als Zielvorstellung postulierten. Er sah die zunehmende Etablierung einer Geldaristokratie, deren Angehörige nicht durch eigene Leistung, sondern durch Erbe zu beträchtlichem Vermögen gelangten, sehr kritisch und befürwortete deshalb höhere Steuern und Höchstsätze bei Erbfällen. Trotzdem stand er wie die überwiegende Mehrheit der öffentlichen Meinung hinter der gewaltsamen Niederschlagung der Haymarket Riots im Mai 1886. Die Initiative des demokratischen Präsidenten Grover Cleveland, dem er nach anfänglicher Skepsis nach einem persönlichen Treffen mit Wohlwollen begegnete, durch die Bildung einer entsprechenden Kommission zwischen Arbeitern und Unternehmern zu vermitteln, begrüßte er. Nach einer Begegnung mit dem Großunternehmer Cornelius Vanderbilt hielt er in seinem Tagebuch in Abwandlung von Lincolns Gettysburg-Rede fest, dass Amerika sich hin zu einer „Regierung der Reichen, durch die Reichen und für die Reichen“ bewegte.
Ungeachtet seiner Sympathien für Cleveland, stand er nach wie vor zu den Republikanern und unterstützte Benjamin Harrison bei der Präsidentschaftswahl 1888 sowie McKinley bei den Gouverneurswahlen von Ohio 1892. Davon überzeugt, dass er nach seiner Amtszeit eine prosperierende und geeinigte Nation sowie eine gestärkte Partei hinterlassen habe, sammelte er in seinem Tagebuch positive Referenzen der öffentlichen Meinung zu seiner Präsidentschaft. Insbesondere die lobende Erwähnung in den Memoiren Grants erfreute ihn. Die regelmäßig wiederkehrenden Vorwürfe, er habe die Wahl von 1876 „gestohlen“, konterte er mit dem Hinweis auf den 15. Zusatzartikel, der in den betreffenden Südstaaten verletzt worden sei, und den deutlichen Wahlerfolg der Republikaner vier Jahre später.

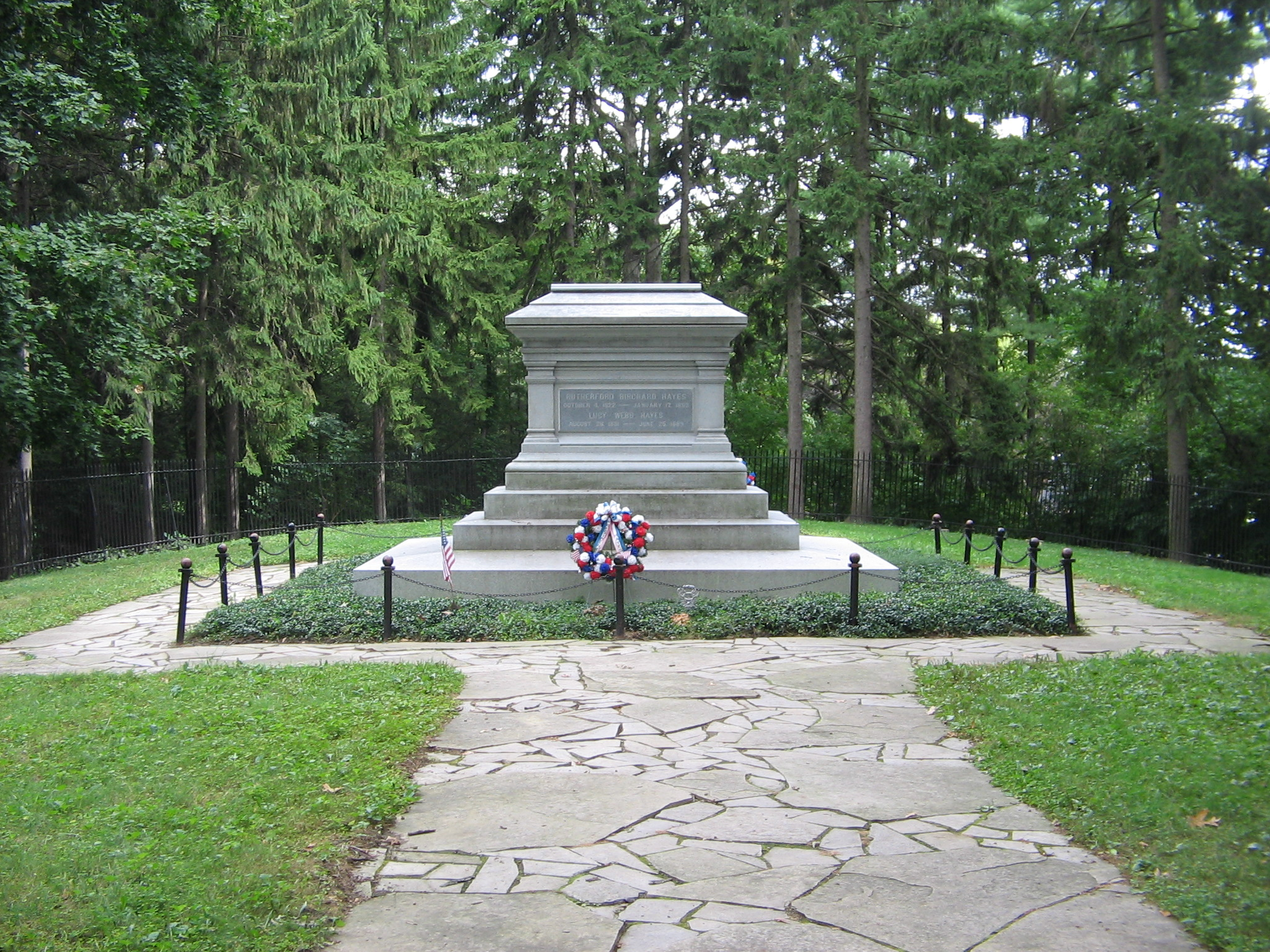
Hayes’ Grabmal im Park von Spiegel Grove (2005)

Lucy litt im Alter verstärkt an Rheumatismus und hatte im Juni 1889 einen Schlaganfall, an dessen Folgen sie noch am 25. desselben Monats starb. Tief getroffen von diesem Verlust, suchte Hayes sich danach durch umtriebige Aktivität abzulenken, ohne sich auf eine Sache konzentrieren zu können. Mit seiner Tochter Fanny unternahm er 1890 eine Reise nach Bermuda, die ihm willkommene Zerstreuung verschaffte. Hayes, der nun gelegentlich Opfer von Schwindelanfällen wurde, erlitt zum Jahresanfang 1893 auf dem Rückweg von Cleveland einen Herzinfarkt. Er erreichte noch Spiegel Grove, wo er kurze Zeit später am 17. Januar in seinem Bett starb. Die öffentliche Beerdigungsfeier vier Tage später wurde vom gewählten Präsidenten Cleveland, Ministern aus dem Kabinett Benjamin Harrison sowie Gouverneur McKinley besucht. Er wurde an der Seite seiner Frau auf dem Oakwood Cemetery beigesetzt.

## Persönlichkeit
In vielerlei Hinsicht war Hayes vor allem auf seine militärischen Leistungen im Sezessionskrieg und weniger auf seine politischen Errungenschaften als Präsident stolz. Nicht von ungefähr betitelte Ari Hoogenboom daher seine Hayes-Biographie Warrior and President („Krieger und Präsident“). Hayes war ein ausgesprochener Familienmensch, der sich im Kreise seiner Liebsten am wohlsten fühlte. Die Heirat mit Lucy betrachtete er immer als das glücklichste Ereignis in seinem Leben. Außerdem verhielt er sich Freunden gegenüber loyal und verschaffte einigen von ihnen Posten im öffentlichen Dienst. Obwohl er kein Angehöriger einer Konfession war, besuchte er jeden Sonntag den Gottesdienst und war ein gläubiger Christ. So finanzierte er den Bau einer methodistischen Kirche in Fremont und ihre Neuerrichtung, als sie 1888 abgebrannt war. In Konfessionsfragen hatte er keine Vorurteile und sprach auch vor Versammlungen der römisch-katholischen Kirchengemeinde. Anders als viele seiner Landsleute war er frei von Antisemitismus, der zu dieser Zeit besonders virulent war. Obwohl er ein Anhänger der Temperenzbewegung war, lehnte er die Einführung einer Prohibition ab. Seiner Überzeugung nach sollte die Bevölkerung durch Erziehung, Religion und persönliche Vorbilder zur Abstinenz bekehrt werden.
Hayes war ein Intellektueller, der sich mit philosophischen Fragen beschäftigte. Sehr belesen, kannte er die Werke von William Shakespeare, Mark Twain, Lew Nikolajewitsch Tolstoi, George Gordon Byron und vielen anderen. Den größten Einfluss übten auf ihn die Bücher Emersons aus. Seine Lebenseinstellung war insgesamt optimistisch und aufgeschlossen. So hegte er keinen persönlichen Groll gegen frühere Konföderierte. Schon in seiner Jugend zeigte Hayes eine ausgeprägte Selbstsicherheit, die er als Anwalt, Offizier und Politiker beibehielt.

## Nachleben

### Historische Bewertung
Die Korrespondenz und Aufzeichnungen Hayes’ gaben Charles R. Williams (1922–1926) und Harry T. Williams (1969) heraus. Eine umfangreiche Quellensammlung beherbergt die Präsidentenbibliothek im Rutherford B. Hayes Presidential Center, die eine der ältesten ihrer Art ist. Laut der Historikerin Ulrike Skorsetz gilt die Biographie von Harry Barnard (1954), die sich mehr auf die Persönlichkeit von Hayes als auf sein politisches Handeln konzentriert, nach wie vor als die beste. Als bedeutsame Bücher über seine Präsidentschaft führt sie Kenneth E. Davison (1972) sowie Ari Hogenboom (1988 und 1995) an, der bei einer positiven Grundhaltung das Leben Hayes’ mit großer Detailtiefe nachzeichne. Seit 1976 veröffentlicht das Rutherford B. Hayes Presidential Center vierteljährlich die Zeitschrift Hayes Historic Journal: A Journal of the Gilded Age.
Hayes bleibt als Präsident vor allem dafür in Erinnerung, dass er die Reconstruction endgültig beendete, ohne die sozialen und politischen Spannungen zwischen Nord und Süd beruhigt zu haben. Positiv ist laut Skorsetz zu beurteilen, dass nach den krisengeschüttelten Präsidentschaften von Johnson und Grant wieder mehr Ruhe in das Weiße Haus einkehrte und eine Phase wirtschaftlicher Erholung ihren Anfang nahm. Weil er gegen einen demokratisch kontrollierten Kongress regieren musste, festigte Hayes die Befugnisse des Präsidenten, womit er eine Basis für spätere Umstrukturierungen im politischen System Amerikas setzte. In den historischen Expertenrankings aller Präsidenten nimmt er einen mittleren Platz ein. Skorsetz sieht die wesentliche Errungenschaft von Hayes darin, dass er die Fähigkeit gehabt habe, traditionelle und moderne Werte miteinander zu verbinden und in der Öffentlichkeit dafür ein Bewusstsein zu wecken.
Laut Hoogenboom stärkte Hayes das Amt des Präsidenten, dessen Bedeutung in den Jahrzehnten zuvor durch den Einfluss der Whig-Ideologie, die den Kongress als das eigentliche Machtzentrum ansah, abgenommen hatte. Er beriet sich zwar in allen möglichen Fragen mit seinem Kabinett, traf am Ende aber selbst die Entscheidung, auch gegen widerspenstige Ressortleiter. Anders als Lincoln folgte er bei der Besetzung öffentlicher Ämter nicht dem Kongress und gab seinen Ministern keine freie Hand in ihrem Geschäftsbereich. Im Kampf mit dem Kapitol gegen dessen Ämterpatronage und für eine Förderung der Bildung durch den Bund hatte er John Quincy Adams zum Vorbild und am Ende mehr Erfolg als dieser. Hayes gelang es, selbst die politischen Richtlinien festzulegen und in dieser Hinsicht nicht nur auf den Kongress zu reagieren. Seine Amtsführung stellt daher einen Schritt in Richtung der modernen Präsidenten dar. Dazu gehört auch, dass er, wie im Konflikt um die Zuweisung der Bundesmittel geschehen, von seiner gesetzgeberischen Gewalt in Form des Vetorechts Gebrauch machte, vor allem wenn er die öffentliche Meinung hinter sich wusste. In diesem Zusammenhang nutzte er im Vorgriff auf Theodore Roosevelt sein Amt als eine Rednertribüne und reiste während seiner Amtszeit so viel wie keiner seiner Vorgänger. Sein soziales Engagement als Ex-Präsident wurde erst wieder von Jimmy Carter erreicht.
Ferner macht Hoogenboom geltend, dass kaum ein Präsident bei späteren Historikern einen größeren Ansehensverlust zu verzeichnen hatte als Hayes. Während die meisten seiner Zeitgenossen seine Amtsführung positiv beurteilten, selbst frühere scharfe Kritiker wie Henry Adams, zeichnete die Geschichtswissenschaft vor allem in der zweiten Hälfte des 20. Jahrhunderts ein negatives Bild dieser Präsidentschaft. Autoren wie Eric Foner (1988) und William Gillette (1979) aber auch W. E. B. Du Bois (1935) kritisierten insbesondere die Südstaatenpolitik der Hayes-Administration mit ihren Zugeständnissen an die Weißen, wobei sie vernachlässigen, dass nach der Krise von 1873 für die Bürger wirtschaftliche Fragen vorrangig und die öffentliche Meinung sowie eine Mehrheit im Kongress gegen eine Fortführung der Militärbesatzung waren. Weil aus der modernen Perspektive heraus die Werte des Gilded Age, die unter anderem Laissez-faire-Liberalismus und ein paternalistisches Reformverständnis waren, negativ behaftet sind, fehlte laut Hoogenboom den Historikern im späten 20. Jahrhundert außerdem oft das Verständnis für Hayes Entscheidungen. So wurde zum Beispiel seine Indianerpolitik kritisiert, weil sie eine Integration der Ureinwohner in die Gesellschaft und eine Anpassung ihrer Lebensweise zum Ziel hatte. Andererseits folgte er damit dem Zeitgeist und stoppte zudem die Deportation früherer Präsidenten.
Der Kompromiss von 1877 ist bis heute umstritten. Einige Historiker weisen auf den deutlichen Sieg Tildens im Popular Vote hin, andere geben die fehlende Fairness der Wahlen in den Südstaaten zu bedenken. So sei durch die Unterdrückung der afroamerikanischen Wahlberechtigten nicht nur in Florida, Louisiana und South Carolina die Wahl von Hayes verhindert worden, sondern wahrscheinlich auch in Mississippi. Der Historiker Trefousse weist in diesem Zusammenhang auf die frappierenden Parallelen zum umstrittenen Wahlausgang der Präsidentschaftswahlen von 2000 hin. In beiden Fällen sei der Unterlegene im Popular Vote Präsident geworden und habe die Stimmenauszählung in Florida eine entscheidende Rolle gespielt. Sowohl Tilden als auch Al Gore seien nach ihrer Niederlage von der politischen Bühne verschwunden. Ein Unterschied sei, dass die Demokraten nach der Entscheidung durch den Obersten Gerichtshof die Präsidentschaft von George W. Bush akzeptiert, die Legitimität von Hayes aber immer in Frage gestellt hätten.
Die meisten seiner Biographen heben hervor, dass Hayes das Land geeint habe, jedoch daran gescheitert sei, den Afroamerikanern in den Südstaaten die vollen Bürgerrechte zu sichern. Dies sei aber nicht geschehen, weil ihm ihr Schicksal gleichgültig gelassen habe, wie sein soziales Engagement als Ex-Präsident verdeutliche. Laut Trefousse war Hayes einer der gebildetsten Präsidenten in der amerikanischen Geschichte, dessen größte Errungenschaft vor allem darin bestanden habe, nach der skandalträchtigen und von Korruptionsaffären gezeichneten Grant-Administration das Ansehen des Weißen Hauses wieder hergestellt zu haben. Dadurch habe er den Boden für den Erfolg der Republikaner bei den Kongress- und Präsidentschaftswahlen 1880 bereitet. Seine Aktivitäten nach seiner Amtszeit zeichneten ihn als einen frühen Progressiven aus. Durch seine moderierenden Fähigkeiten sei es ihm gemäß Trefousse gelungen, nicht nur zwischen Nord- und Südstaaten, sondern auch zwischen den Fraktionen seiner Partei und im Kongress zu vermitteln. In politischen Fragen wie der chinesischen Immigration und Beziehungen zu Mexiko habe er auch gegen Widerstände moderate Positionen eingenommen und durchsetzen können. Insgesamt habe er mit dieser Art der Politikführung die dubiosen Umstände seiner Wahl die meisten seiner Zeitgenossen vergessen lassen.
Laut dem Historiker Frank P. Vazzano hinterließ Hayes als Präsident die zwischen Blaines Half-Breeds („Halbblüter“) und Conklings Stalwarts („Feste, Starke“) aufgespaltenen Republikaner geeinter, als er sie bei seinem Amtsantritt vorgefunden hatte. Allerdings brach der Parteikampf nach der Ermordung von Garfield im September 1881 erneut aus.
In der von Arthur M. Schlesinger, Sr. im Jahr 1948 erstmals durchgeführten und 1962 sowie 1996 durch seinen Sohn Arthur M. Schlesinger wiederholten systematischen Expertenbefragung zur Bewertung der Präsidentschaften landete Hayes 1997 in der vierten („Durchschnitt“) von sechs Kategorien, womit er sich in Gesellschaft von James Madison, Martin Van Buren, Jimmy Carter und Ronald Reagan befand. Bei einer anderen, seit 2000 mehrfach wiederholten Expertenbefragung auf C-SPAN erreichte Hayes Plätze von 25 bis 33.

### Ehrungen und Denkmäler

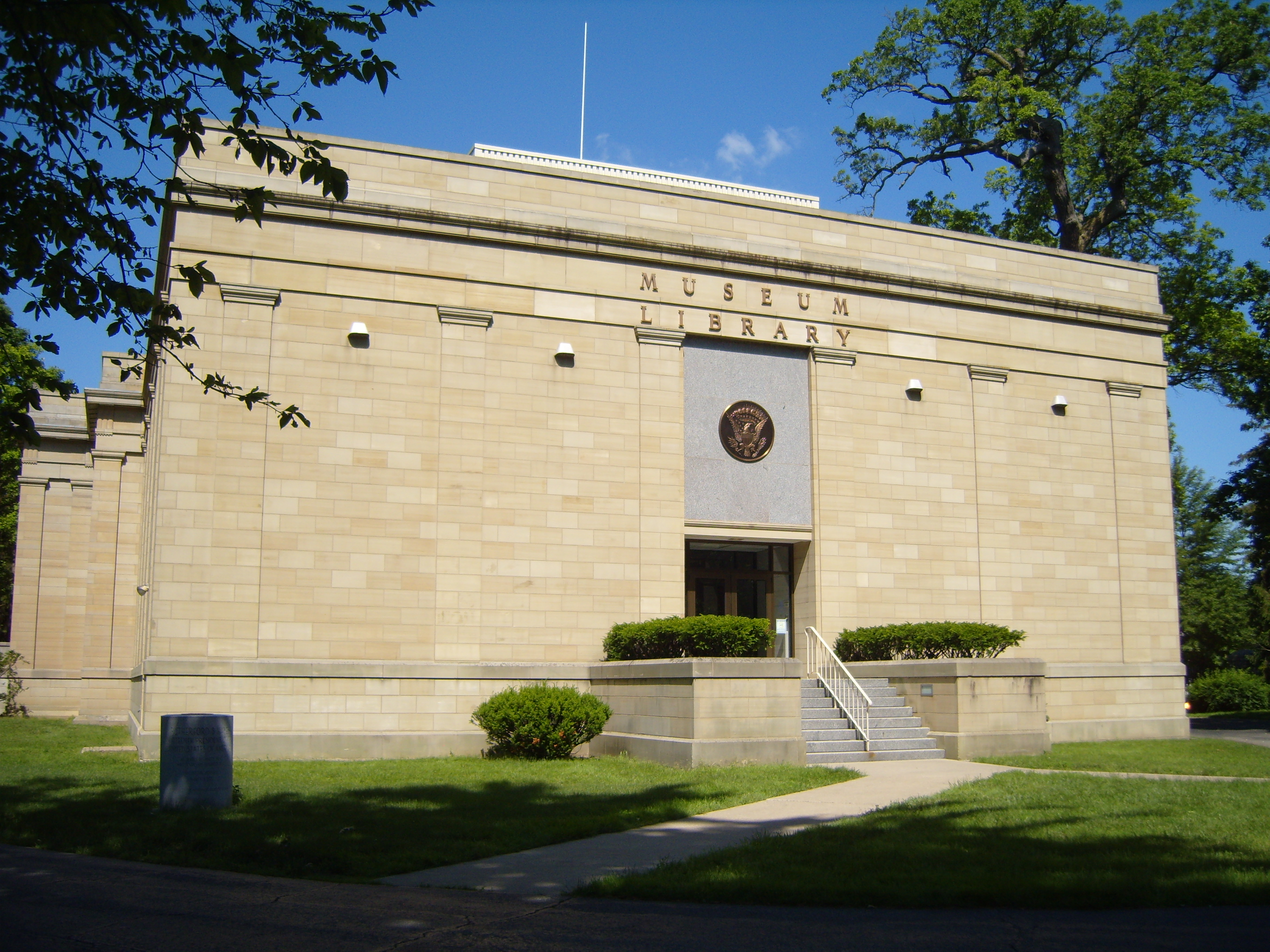
Die Präsidentenbibliothek auf dem Gelände des Rutherford B. Hayes Presidential Centers

Im Mai 1916 wurde in Fremont das Rutherford B. Hayes Presidential Center mit der Einweihung der Bibliothek fertig eingerichtet, deren Bücher Hayes Sohn Webb C. geerbt und der Öffentlichkeit zur Verfügung gestellt hatte. Neben der Präsidentenbibliothek beherbergt das Areal mit Spiegel Grove die frühere Residenz Hayes. Diese hat seit Januar 1964 den Status eines National Historic Landmarks („Nationales historisches Wahrzeichen“). Das Hayes County in Nebraska ist nach diesem Präsidenten benannt, desgleichen die Hayes Townships in Otsego (Michigan) und Swift County, Minnesota.

## Werke
- Thomas Harry Williams (Hrsg.): Hayes: The Diary of a President (1875–1881). David McKay, New York 1964, OCLC 1204279005
- Charles Richard Williams (Hrsg.): Diary and Letters of Rutherford B. Hayes. Neuauflage der fünfbändigen Gesamtausgabe von 1922–1926. Kraus Reprint, New York 1971, OCLC 270571664